# Championnat de France de hockey sur glace 2010-2011
Saison précédente Saison suivante
La saison 2010-2011 est la quatre-vingt-dixième saison du championnat de France de hockey sur glace.

## Ligue Magnus

### Équipes engagées
| Amiens Rouen Caen Strasbourg Épinal Angers Dijon Morzine Mont-Blanc Chamonix Grenoble Villard Gap Briançon |

Les équipes engagées en Ligue Magnus sont au nombre de quatorze :
- Gothiques d'Amiens
- Ducs d'Angers
- Diables rouges de Briançon
- Chamois de Chamonix
- Ducs de Dijon
- Dauphins d'Épinal
- Rapaces de Gap
- Brûleurs de loups de Grenoble
- Avalanche Mont-Blanc
- Pingouins de Morzine
- Dragons de Rouen, tenant du titre
- Étoile noire de Strasbourg
- Ours de Villard-de-Lans
- Drakkars de Caen, promu de Division 1

### Formule de la saison
Les quatorze équipes sont réunies au sein d'une poule unique qui se joue en matchs aller-retour. Deux points sont attribués à l'équipe qui remporte le match, que ce soit lors du temps réglementaire, après prolongation ou après la séance de tirs au but. L'équipe qui perd en prolongation ou aux tirs au but inscrit tout de même un point alors que celle qui perd lors du temps réglementaire ne gagne pas de point.
À l'issue des vingt-six rencontres de la saison, un classement est établi. En cas d'égalité, les critères suivants sont appliqués (ils sont valables pour toutes les divisions), et si après avoir épuisé tous ces critères, il n'y a pas de départage, un match de barrage est alors organisé sur terrain neutre :
1. Points dans les rencontres directes
2. Nombre de matchs perdus par forfait
3. Nombre de buts marqués dans le temps réglementaire entre les équipes concernées
4. Différence de buts générale
5. Quotient buts marqués / buts encaissés lors de tous les matchs de la poule
6. Nombre de buts marqués lors de tous les matchs de la poule

Les quatre premiers se qualifient directement pour les quarts de finale des séries éliminatoires, tandis que les équipes finissant entre la cinquième et la douzième place doivent passer par un premier tour. Les équipes ayant fini aux treizième et quatorzième place s'affrontent au sein d'une poule de maintien qui se joue au meilleur des cinq matchs, le perdant étant relégué en division 1 pour la saison suivante. Pour les séries de la Coupe Magnus, le premier tour se joue au meilleur des trois matchs alors que les tours suivants sont joués au meilleur des cinq matchs.

### Résultats

#### Saison régulière
La saison régulière commence le 18 septembre 2010 et se finit le 26 février 2011 et les résultats des matchs sont repris dans le tableau ci-dessous. La première colonne indique le nom de l'équipe qui joue à domicile alors que celle-qui joue à l'extérieur est inscrit sur la première ligne.
| Équipes                       | Amiens | Angers  | Briançon | Caen   | Chamonix | Dijon   | Épinal  | Gap    | Grenoble | Mont-Blanc | Morzine | Rouen  | Strasbourg | Villard |
| Gothiques d'Amiens            |        | 1-5     | 3-5      | 8-2    | 2-3 ap   | 7-0     | 7-6 ap  | 5-4 ap | 4-1      | 5-4 ap     | 4-2     | 4-2    | 4-3        | 8-1     |
| Ducs d'Angers                 | 4-2    |         | 2-3 ap   | 8-3    | 1-0 ap   | 3-4 ap  | 7-4     | 6-3    | 7-0      | 6-3        | 5-1     | 5-1    | 4-1        | 5-6     |
| Diables rouges de Briançon    | 5-3    | 3-2     |          | 6-0    | 3-0      | 4-0     | 2-3     | 1-3    | 0-2      | 3-1        | 6-2     | 2-5    | 3-2 tab    | 9-0     |
| Drakkars de Caen              | 2-5    | 1-5     | 3-2      |        | 4-3 tab  | 4-3     | 4-5     | 3-6    | 4-3 ap   | 5-2        | 1-2 ap  | 2-9    | 3-4 ap     | 3-2     |
| Chamois de Chamonix           | 4-0    | 1-4     | 3-2 ap   | 4-1    |          | 3-2     | 3-4 ap  | 2-4    | 2-3      | 3-2 tab    | 3-6     | 4-7    | 5-4 ap     | 1-2     |
| Ducs de Dijon                 | 4-6    | 3-5     | 3-2      | 4-3 ap | 5-3      |         | 3-6     | 3-7    | 7-4      | 4-3 tab    | 3-6     | 2-11   | 0-3        | 11-0    |
| Dauphins d'Épinal             | 3-5    | 6-5 ap  | 2-8      | 2-1    | 5-2      | 4-2     |         | 4-7    | 2-4      | 5-4 tab    | 5-0     | 5-4 ap | 4-2        | 0-1     |
| Rapaces de Gap                | 4-2    | 2-3 ap  | 3-6      | 3-2    | 5-2      | 4-3 tab | 4-3 tab |        | 3-1      | 4-3 ap     | 6-2     | 5-6 ap | 3-1        | 0-1     |
| Brûleurs de loups de Grenoble | 1-4    | 1-9     | 2-1      | 4-2    | 5-3      | 1-4     | 2-4     | 6-2    |          | 3-2        | 5-1     | 4-6    | 1-3        | 3-2     |
| Avalanche Mont-Blanc          | 2-7    | 1-2 tab | 2-11     | 3-6    | 1-6      | 4-10    | 3-4 ap  | 1-11   | 5-7      |            | 3-2 ap  | 3-10   | 4-8        | 7-3     |
| Pingouins de Morzine          | 4-8    | 3-4 ap  | 1-4      | 7-6    | 2-9      | 7-2     | 3-2 ap  | 6-0    | 3-4 ap   | 5-3        |         | 3-4    | 2-1 ap     | 2-5     |
| Dragons de Rouen              | 5-3    | 4-2     | 4-2      | 5-3    | 1-3      | 3-1     | 17-4    | 9-3    | 8-1      | 9-2        | 5-1     |        | 3-2 ap     | 11-2    |
| Étoile noire de Strasbourg    | 3-6    | 2-1     | 1-4      | 4-2    | 2-3 ap   | 3-2     | 5-3     | 1-2    | 5-4 ap   | 1-3        | 2-3     | 1-4    |            | 6-41    |
| Ours de Villard-de-Lans       | 7-6    | 1-4     | 2-10     | 5-4 ap | 4-3      | 2-5     | 4-5 ap  | 0-3    | 3-4 tab  | 2-4        | 3-5     | 4-5    | 5-4        |         |

| Clt. | Équipe                        | PJ | V  | VP | DP | D  | Pts     | BP  | BC  | +/- | Notes                                  |
| ---- | ----------------------------- | -- | -- | -- | -- | -- | ------- | --- | --- | --- | -------------------------------------- |
| 1er  | Dragons de Rouen              | 26 | 20 | 2  | 1  | 3  | 45      | 158 | 73  | +85 | Séries éliminatoires, quarts de finale |
| 2e   | Ducs d'Angers                 | 26 | 15 | 4  | 3  | 4  | 41      | 114 | 60  | +54 | Séries éliminatoires, quarts de finale |
| 3e   | Rapaces de Gap                | 26 | 14 | 3  | 3  | 6  | 37      | 101 | 82  | +19 | Séries éliminatoires, quarts de finale |
| 4e   | Diables rouges de Briançon    | 26 | 15 | 2  | 1  | 8  | 35      | 107 | 54  | +53 | Séries éliminatoires, quarts de finale |
| 5e   | Gothiques d'Amiens            | 26 | 14 | 3  | 1  | 8  | 35      | 119 | 86  | +33 | Séries éliminatoires, premier tour     |
| 6e   | Dauphins d'Épinal             | 26 | 9  | 6  | 3  | 8  | 33      | 100 | 109 | -9  | Séries éliminatoires, premier tour     |
| 7e   | Brûleurs de loups de Grenoble | 26 | 11 | 2  | 2  | 11 | 28      | 76  | 96  | -20 | Séries éliminatoires, premier tour     |
| 8e   | Chamois de Chamonix           | 26 | 6  | 5  | 3  | 11 | 25      | 78  | 81  | -3  | Séries éliminatoires, premier tour     |
| 9e   | Pingouins de Morzine          | 26 | 8  | 3  | 3  | 12 | 25      | 81  | 103 | -22 | Séries éliminatoires, premier tour     |
| 10e  | Ours de Villard-de-Lans       | 26 | 9  | 1  | 2  | 14 | 22      | 72  | 122 | -50 | Séries éliminatoires, premier tour     |
| 11e  | Étoile noire de Strasbourg    | 26 | 7  | 2  | 5  | 12 | 22 (-1) | 68  | 83  | -15 | Séries éliminatoires, premier tour     |
| 12e  | Ducs de Dijon                 | 26 | 7  | 3  | 1  | 15 | 21      | 90  | 108 | -18 | Séries éliminatoires, premier tour     |
| 13e  | Drakkars de Caen              | 26 | 5  | 2  | 4  | 15 | 18      | 74  | 114 | -40 | Poule de maintien                      |
| 14e  | Avalanche Mont-Blanc          | 26 | 3  | 1  | 7  | 15 | 15      | 75  | 142 | -67 | Poule de maintien                      |

| Joueur                   | Équipe | PJ | B  | A  | Pts | Pun |
| ------------------------ | ------ | -- | -- | -- | --- | --- |
| Carl Mallette            | Rouen  | 26 | 25 | 32 | 57  | 22  |
| Julien Desrosiers        | Rouen  | 25 | 18 | 34 | 52  | 26  |
| François-Pierre Guénette | Rouen  | 25 | 22 | 27 | 49  | 10  |
| Ján Plch                 | Épinal | 26 | 13 | 34 | 47  | 18  |
| Jonathan Bellemare       | Angers | 24 | 16 | 26 | 42  | 20  |

### Séries éliminatoires

#### Tableau
|  | Tour préliminaire | Tour préliminaire            | Tour préliminaire          |                              |                               | Quarts de finale           | Quarts de finale | Quarts de finale |   |  | Demi-finales | Demi-finales | Demi-finales     |   |  | Finale | Finale | Finale |
|  |                   |                              |                            |                              |                               |                            |                  |                  |   |  |              |              |                  |   |  |        |        |        |
|  | 8                 | Chamois de Chamonix          | 1                          |                              |                               |                            |                  |                  |   |  |              |              |                  |   |  |        |        |        |
|  | 9                 | Pingouins de Morzine-Avoriaz | 2                          |                              |                               |                            |                  |                  |   |  |              |              |                  |   |  |        |        |        |
|  | 9                 | Pingouins de Morzine-Avoriaz | 2                          |                              | 1                             | Dragons de Rouen           | 3                |                  |   |  |              |              |                  |   |  |        |        |        |
|  |                   |                              |                            |                              | 1                             | Dragons de Rouen           | 3                |                  |   |  |              |              |                  |   |  |        |        |        |
|  |                   |                              | 9                          | Pingouins de Morzine-Avoriaz | 0                             |                            |                  |                  |   |  |              |              |                  |   |  |        |        |        |
|  |                   |                              | 9                          | Pingouins de Morzine-Avoriaz | 0                             |                            |                  |                  |   |  |              |              |                  |   |  |        |        |        |
|  |                   |                              |                            |                              |                               |                            |                  |                  |   |  |              |              |                  |   |  |        |        |        |
|  |                   |                              |                            |                              |                               |                            |                  |                  |   |  |              |              |                  |   |  |        |        |        |
|  |                   |                              |                            |                              |                               |                            | 1                | Dragons de Rouen | 3 |  |              |              |                  |   |  |        |        |        |
|  |                   |                              |                            |                              |                               |                            |                  |                  | 3 |  |              |              |                  |   |  |        |        |        |
|  |                   | 5                            | Gothiques d'Amiens         | 0                            |                               |                            |                  |                  |   |  |              |              |                  |   |  |        |        |        |
|  | 5                 | 5                            | Gothiques d'Amiens         | 0                            | Gothiques d'Amiens            | 2                          |                  |                  |   |  |              |              |                  |   |  |        |        |        |
|  | 5                 |                              |                            |                              | Gothiques d'Amiens            | 2                          |                  |                  |   |  |              |              |                  |   |  |        |        |        |
|  | 12                | Ducs de Dijon                | 0                          |                              |                               |                            |                  |                  |   |  |              |              |                  |   |  |        |        |        |
|  | 12                | Ducs de Dijon                | 0                          |                              | 4                             | Diables rouges de Briançon | 1                |                  |   |  |              |              |                  |   |  |        |        |        |
|  |                   |                              |                            |                              | 4                             | Diables rouges de Briançon | 1                |                  |   |  |              |              |                  |   |  |        |        |        |
|  |                   |                              | 5                          | Gothiques d'Amiens           | 3                             |                            |                  |                  |   |  |              |              |                  |   |  |        |        |        |
|  |                   |                              | 5                          | Gothiques d'Amiens           | 3                             |                            |                  |                  |   |  |              |              |                  |   |  |        |        |        |
|  |                   |                              |                            |                              |                               |                            |                  |                  |   |  |              |              |                  |   |  |        |        |        |
|  |                   |                              |                            |                              |                               |                            |                  |                  |   |  |              |              |                  |   |  |        |        |        |
|  |                   |                              |                            |                              |                               |                            |                  |                  |   |  |              | 1            | Dragons de Rouen | 3 |  |        |        |        |
|  |                   |                              |                            |                              |                               |                            |                  |                  |   |  |              |              |                  |   |  |        |        |        |
|  |                   | 11                           | Étoile noire de Strasbourg | 0                            |                               |                            |                  |                  |   |  |              |              |                  |   |  |        |        |        |
|  | 7                 | 11                           | Étoile noire de Strasbourg | 0                            | Brûleurs de loups de Grenoble | 0                          |                  |                  |   |  |              |              |                  |   |  |        |        |        |
|  | 7                 |                              |                            |                              | Brûleurs de loups de Grenoble | 0                          |                  |                  |   |  |              |              |                  |   |  |        |        |        |
|  | 10                | Ours de Villard-de-Lans      | 2                          |                              |                               |                            |                  |                  |   |  |              |              |                  |   |  |        |        |        |
|  | 10                | Ours de Villard-de-Lans      | 2                          |                              | 2                             | Ducs d'Angers              | 3                |                  |   |  |              |              |                  |   |  |        |        |        |
|  |                   |                              |                            |                              | 2                             | Ducs d'Angers              | 3                |                  |   |  |              |              |                  |   |  |        |        |        |
|  |                   |                              | 10                         | Ours de Villard-de-Lans      | 0                             |                            |                  |                  |   |  |              |              |                  |   |  |        |        |        |
|  |                   |                              | 10                         | Ours de Villard-de-Lans      | 0                             |                            |                  |                  |   |  |              |              |                  |   |  |        |        |        |
|  |                   |                              |                            |                              |                               |                            |                  |                  |   |  |              |              |                  |   |  |        |        |        |
|  |                   |                              |                            |                              |                               |                            |                  |                  |   |  |              |              |                  |   |  |        |        |        |
|  |                   |                              |                            |                              |                               |                            | 2                | Ducs d'Angers    | 1 |  |              |              |                  |   |  |        |        |        |
|  |                   |                              |                            |                              |                               |                            |                  |                  | 1 |  |              |              |                  |   |  |        |        |        |
|  |                   | 11                           | Étoile noire de Strasbourg | 3                            |                               |                            |                  |                  |   |  |              |              |                  |   |  |        |        |        |
|  | 6                 | 11                           | Étoile noire de Strasbourg | 3                            | Dauphins d'Épinal             | 1                          |                  |                  |   |  |              |              |                  |   |  |        |        |        |
|  | 6                 |                              |                            |                              | Dauphins d'Épinal             | 1                          |                  |                  |   |  |              |              |                  |   |  |        |        |        |
|  | 11                | Étoile noire de Strasbourg   | 2                          |                              |                               |                            |                  |                  |   |  |              |              |                  |   |  |        |        |        |
|  | 11                | Étoile noire de Strasbourg   | 2                          |                              | 3                             | Rapaces de Gap             | 2                |                  |   |  |              |              |                  |   |  |        |        |        |
|  |                   |                              |                            |                              | 3                             | Rapaces de Gap             | 2                |                  |   |  |              |              |                  |   |  |        |        |        |
|  |                   |                              | 11                         | Étoile noire de Strasbourg   | 3                             |                            |                  |                  |   |  |              |              |                  |   |  |        |        |        |
|  |                   |                              | 11                         | Étoile noire de Strasbourg   | 3                             |                            |                  |                  |   |  |              |              |                  |   |  |        |        |        |
|  |                   |                              |                            |                              |                               |                            |                  |                  |   |  |              |              |                  |   |  |        |        |        |

#### Tour préliminaire
Chamois de Chamonix - Pingouins de Morzine-Avoriaz
| mardi 1er mars 2011 | Pingouins de Morzine-Avoriaz | 1-4 (0-0, 0-2, 1-2) | Chamois de Chamonix | Palais des sports 1 278 spectateurs |

| Feuille de match | Feuille de match                      | Feuille de match    | Feuille de match | Feuille de match           |
| ---------------- | ------------------------------------- | ------------------- | --- | -------------------------- |
|                  | M. Arup (M. Kralj) (SN) - 54 min 52 s | 0-1 0-2 0-3 1-3 1-4 | 27 min 37 s - V. Kara (A. Audibert, R. Aimonetto) 29 min 14 s - C. Lauzon (B. Patry) 51 min 17 s - E. Tobiasson Harris (F. Veydarier) 57 min 58 s - C. Lauzon (L. Gras) | Arbitrage : M. Mendlowictz |
| Tuomas Lohtander | Gardiens                              | Florian Hardy       | | Arbitrage : M. Mendlowictz |
| 6 min            | Pénalités                             | 10 min              | | Arbitrage : M. Mendlowictz |
|                  |                                       |                     | | Arbitrage : M. Mendlowictz |

| vendredi 4 mars 2011 | Chamois de Chamonix | 1-2 (TB) (1-1, 0-0, 0-0, 0-0, 0-1) | Pingouins de Morzine-Avoriaz | Richard Bozon 1 582 spectateurs |

| Feuille de match | Feuille de match                           | Feuille de match | Feuille de match                                                               | Feuille de match        |
| ---------------- | ------------------------------------------ | ---------------- | ------------------------------------------------------------------------------ | ----------------------- |
|                  | A. Torgersson (B. Patry) (SN) - 9 min 20 s | 1-0 1-1 1-2      | 17 min 40 s - N. Toivonen (M. Kralj, J. Santala) (IN) 70 min 00 s - D. Yusupov | Arbitrage : A. Bourreau |
| Florian Hardy    | Gardiens                                   | Tuomas Lohtander |                                                                                | Arbitrage : A. Bourreau |
| 43 min           | Pénalités                                  | 49 min           |                                                                                | Arbitrage : A. Bourreau |
|                  |                                            |                  |                                                                                | Arbitrage : A. Bourreau |

| samedi 5 mars 2011 | Chamois de Chamonix | 3-4 (2-4, 0-0, 1-0) | Pingouins de Morzine-Avoriaz | Richard Bozon 848 spectateurs |

| Feuille de match | Feuille de match | Feuille de match            | Feuille de match | Feuille de match      |
| ---------------- | --- | --------------------------- | --- | --------------------- |
|                  | A. Hascoet (L. Gras, C. Lauzon) - 12 min 19 s B. Patry (C. Lauzon) - 16 min 39 s A. Torgersson (A. Hascoet, C. Lauzon) (SN) - 51 min 26 s | 0-1 0-2 0-3 1-3 1-4 2-4 3-4 | 26 s - N. Toivonen (M. Kralj, N.Antonoff) 2 min 48 s - B. O'Connor (M. Brodin) (SN) 10 min 57 s - S. Majernik (N. Toivonen, B. O'Connor) 14 min 42 s - M. Arup (C. Papa) | Arbitrage : N. Barbez |
| Florian Hardy    | Gardiens | Tuomas Lohtander            | | Arbitrage : N. Barbez |
| 18 min           | Pénalités | 16 min                      | | Arbitrage : N. Barbez |
|                  | |                             | | Arbitrage : N. Barbez |

Gothiques d'Amiens - Ducs de Dijon
| mardi 1er mars 2011 | Ducs de Dijon | 3-4 (pr) (1-0, 1-1, 1-2, 0-1) | Gothiques d'Amiens | Trimolet 604 spectateurs |

| Feuille de match | Feuille de match                                                                                                   | Feuille de match            | Feuille de match | Feuille de match        |
| ---------------- | --- | --------------------------- | --- | ----------------------- |
|                  | A. Guttig (M. Kristin, R. Dmytruk) - 29 s L. Sadoun (Y. Riendeau, B. Kvetan) - 31 min 51 s M. Arnaud - 45 min 44 s | 1-0 1-1 2-1 3-1 3-2 3-3 3-4 | 26 min 32 s - J. Marcos (R. Bault) 53 min 10 s - K. Hecquefeuille (A. Mortas) 53 min 22 s - V. Claireaux (P. Deniset) 62 min 37 s - A. Mortas(G. Beron, P. Deniset) (SN) | Arbitrage : B. Colleoni |
| Mojmir Bozik     | Gardiens | Billy Thompson              | | Arbitrage : B. Colleoni |
| 12 min           | Pénalités | 14 min                      | | Arbitrage : B. Colleoni |
|                  | |                             | | Arbitrage : B. Colleoni |

| vendredi 4 mars 2011 | Gothiques d'Amiens | 3-2 (1-1, 1-0, 1-1) | Ducs de Dijon | Coliséum 2 295 spectateurs |

| Feuille de match | Feuille de match | Feuille de match    | Feuille de match                                                                    | Feuille de match     |
| ---------------- | --- | ------------------- | ----------------------------------------------------------------------------------- | -------------------- |
|                  | K. Hecquefeuille (P. Deniset) (SN) - 11 min 05 s K. Bergin (M. Tomasek, P. Deniset) (2SN) - 28 min 22 s K. Hecquefeuille - 50 min 22 s | 1-0 1-1 2-1 3-1 3-2 | 17 min 08 s - N. Ritz (P. Strapaty, M. Steiner) 56 min 17 s - P. Trokan (T. Decock) | Arbitrage : S. Fabre |
| Billy Thompson   | Gardiens | Mojmir Bozik        |                                                                                     | Arbitrage : S. Fabre |
| 18 min           | Pénalités | 71 min              |                                                                                     | Arbitrage : S. Fabre |
|                  | |                     |                                                                                     | Arbitrage : S. Fabre |

Brûleurs de loups de Grenoble - Ours de Villard-de-Lans
| mardi 1er mars 2011 | Ours de Villard-de-Lans | 4-3 (pr) (1-1, 0-1, 2-1, 1-0) | Brûleurs de loups de Grenoble | Patinoire André Ravix 1 480 spectateurs |

| Feuille de match | Feuille de match | Feuille de match            | Feuille de match | Feuille de match        |
| ---------------- | --- | --------------------------- | --- | ----------------------- |
|                  | J. Gauthier (K. Richard, T. Sage Vallier) - 16 min 13 s J. Gauthier (K. Richard) - 43 min 14 s J. Gauthier (N. Favarin, D. Sedlak) - 55 min 21 s T. Sage Vallier (N. Favarin, J. Gauthier) (SN) - 67 min 45 s | 0-1 1-1 1-2 2-2 3-2 3-3 4-3 | 6 min 55 s - V. Vallin (L. Krayzel, L. Broz) (SN) 37 min 32 s - J. Baylacq (M. Le Blond) 58 min 59 s - A. Gaudreau Roulleau | Arbitrage : A. Hauchart |
| Romain Farruggia | Gardiens | Sébastien Raibon            | | Arbitrage : A. Hauchart |
| 22 min           | Pénalités | 18 min                      | | Arbitrage : A. Hauchart |
|                  | |                             | | Arbitrage : A. Hauchart |

| vendredi 4 mars 2011 | Brûleurs de loups de Grenoble | 2-4 (0-0, 0-0, 2-4) | Ours de Villard-de-Lans | Pôle Sud 3 500 spectateurs |

| Feuille de match | Feuille de match                                             | Feuille de match        | Feuille de match | Feuille de match      |
| ---------------- | ------------------------------------------------------------ | ----------------------- | --- | --------------------- |
|                  | G. Avemel (L. Benoit) - 42 min 11 s L. Krayzel - 59 min 43 s | 0-1 1-1 1-2 1-3 2-3 2-4 | 40 min 35 s - J. Gauthier (N. Favarin, T. Sage Vallier) (SN) 45 min 03 s - T. Sage Vallier (J. Gauthier, K.Richard) 51 min 49 s - T. Sage Vallier (K.Richard) 59 min 48 s - D. Sedlak (N. Favarin) | Arbitrage : N. Barbez |
| Sébastien Raibon | Gardiens                                                     | Romain Farruggia        | | Arbitrage : N. Barbez |
| 36 min           | Pénalités                                                    | 26 min                  | | Arbitrage : N. Barbez |
|                  |                                                              |                         | | Arbitrage : N. Barbez |

Dauphins d'Épinal - Étoile noire de Strasbourg
| mardi 1er mars 2011 | Étoile noire de Strasbourg | 4-1 (0-0, 1-1, 3-0) | Dauphins d'Épinal | L'Iceberg 1 278 spectateurs |

| Feuille de match    | Feuille de match | Feuille de match    | Feuille de match                                     | Feuille de match          |
| ------------------- | --- | ------------------- | ---------------------------------------------------- | ------------------------- |
|                     | M. Mallette (L. Tarantino, E. Dufournet) (SN) - 25 min 55 s D. Brissette Cayer (J. Cibula, P. Bradley) - 43 min 41 s D. Brissette Cayer (J. Cibula) (SN) - 54 min 26 s D. Brissette Cayer (J. Cibula) - 56 min 25 s | 1-0 1-1 2-1 3-1 4-1 | 28 min 04 s - M. Boisclair (J. Plch, M. Petrak) (SN) | Arbitrage : J. Bergamelli |
| Vladimir Hiadlovsky | Gardiens | Loïc Lacasse        |                                                      | Arbitrage : J. Bergamelli |
| 12 min              | Pénalités | 12 min              |                                                      | Arbitrage : J. Bergamelli |
|                     | |                     |                                                      | Arbitrage : J. Bergamelli |

| vendredi 4 mars 2011 | Dauphins d'Épinal | 3-2 (0-0, 0-2, 3-0) | Étoile noire de Strasbourg | Poissompré 357 spectateurs |

| Feuille de match | Feuille de match | Feuille de match    | Feuille de match                                                                                                  | Feuille de match        |
| ---------------- | --- | ------------------- | --- | ----------------------- |
|                  | G. Chassard (S. Gervais) (SN) - 52 min 59 s J. Hagelberg (M. Petrak, J. Plch) - 57 min 12 s G. Chassard (M. Boisclair, T. Kuuluvainen) - 58 min 10 s | 0-1 0-2 1-2 2-2 3-2 | 31 min 16 s - D. Brissette Cayer (P. Bradley, J. Cibula) 37 min 51 s - J. Cibula (D. Brissette Cayer, P. Bradley) | Arbitrage : A. Hauchart |
| Loïc Lacasse     | Gardiens | Vladimir Hiadlovsky | | Arbitrage : A. Hauchart |
| 20 min           | Pénalités | 38 min              | | Arbitrage : A. Hauchart |
|                  | |                     | | Arbitrage : A. Hauchart |

| samedi 5 mars 2011 | Dauphins d'Épinal | 0-2 (0-2, 0-0, 0-0) | Étoile noire de Strasbourg | Poissompré 512 spectateurs |

| Feuille de match | Feuille de match | Feuille de match    | Feuille de match                                                                                   | Feuille de match        |
| ---------------- | ---------------- | ------------------- | -------------------------------------------------------------------------------------------------- | ----------------------- |
|                  |                  | 0-1 0-2             | 6 min 20 s - P. Devin (E. Marcos, T. Franck) 13 min 42 s - J. Burgert (L. Tarantino, E. Dufournet) | Arbitrage : A. Bourreau |
| Loïc Lacasse     | Gardiens         | Vladimir Hiadlovsky | | Arbitrage : A. Bourreau |
| 41 min           | Pénalités        | 16 min              | | Arbitrage : A. Bourreau |
|                  |                  |                     | | Arbitrage : A. Bourreau |

#### Quarts de finale
Diables rouges de Briançon - Gothiques d'Amiens
| 8 mars 2010 | Diables rouges de Briançon | 5-3 (1-0, 1-1, 3-2) | Gothiques d'Amiens | Patinoire René Froger 1 593 spectateurs |

| Feuille de match | Feuille de match | Feuille de match                | Feuille de match                                                                                             | Feuille de match                     |
| ---------------- | --- | ------------------------------- | --- | ------------------------------------ |
|                  | 16 min 42 s, Raux (Pérez, Bernier) 22 min 27 s, Korenko (Ankerst, Lampérier) SN 47 min 13 s, Alberti (Lampérier, Bourgaut) SN 59 min 00 s, Bernier (Pérez, Raux) 59 min 49 s, Pérez (Raux, Bernier) (cage vide) | 1-0 2-0 2-1 3-1 3-2 3-3 4-3 5-3 | 30 min 25 s, Béron (Deniset, Bachet) 52 min 39 s, Béron (Mortas, Deniset) 57 min 41 s, Marcos (Petit, Bault) | Arbitrage : Bergamelli Margry Grabit |
| Ramón Sopko      | Gardiens | Billy Thompson                  | | Arbitrage : Bergamelli Margry Grabit |
| 6 min            | Pénalités | 14 min                          | | Arbitrage : Bergamelli Margry Grabit |
|                  | |                                 | | Arbitrage : Bergamelli Margry Grabit |

| 9 mars 2010 | Diables rouges de Briançon | 4-5 (1-1, 1-1, 2-3) | Gothiques d'Amiens | Patinoire René Froger 1 293 spectateurs |

| Feuille de match | Feuille de match | Feuille de match | Feuille de match | Feuille de match                    |
| ---------------- | --- | ---------------- | --- | ----------------------------------- |
|                  | 4 min 13 s, Ankerst (Townsend, Hordelalay) 33 min 36 s, Korenko (Ankerst, Tošič) 45 min 09 s, Szélig (Pérez, Raux) SN 48 min 29 s, Öhberg (Bernier, Raux) |                  | 13 min 00 s, Deniset (Tomášek) SN 25 min 05 s, Mortas (Tomášek) 41 min 14 s, Kowalczyk (Deniset, Mortas) 47 min 07 s, Bergin (Hecquefeuille) SN 56 min 59 s, Hecquefeuille (Mortas, Pažák) | Arbitrage : Colleoni Margry Barcelo |
| Ramón Sopko      | Gardiens | Billy Thompson   | | Arbitrage : Colleoni Margry Barcelo |
| 14 min           | Pénalités | 16 min           | | Arbitrage : Colleoni Margry Barcelo |
|                  | |                  | | Arbitrage : Colleoni Margry Barcelo |

| 11 mars 2010 | Gothiques d'Amiens | 5-1 (4-0, 0-0, 1-1) | Diables rouges de Briançon | Coliséum 3 033 spectateurs |

| Feuille de match | Feuille de match | Feuille de match | Feuille de match                        | Feuille de match                    |
| ---------------- | --- | ---------------- | --------------------------------------- | ----------------------------------- |
|                  | 2 min 07 s, Hecquefeuille 6 min 46 s, Tomášek (Pažák, Bergin) 11 min 15 s, Deniset (Hecquefeuille) SN 13 min 24 s, Bergin (Tomášek, Pažák) 52 min 18 s, Tomášek (Bergin, Pažák) SN |                  | 40 min 15 s, Pérez (Bernier, Szélig) SN | Arbitrage : Hauchart Dehaen Rauline |
| Billy Thompson   | Gardiens | Ramón Sopko      |                                         | Arbitrage : Hauchart Dehaen Rauline |
| 16 min           | Pénalités | 24 min           |                                         | Arbitrage : Hauchart Dehaen Rauline |
|                  | |                  |                                         | Arbitrage : Hauchart Dehaen Rauline |

| 12 mars 2010 | Gothiques d'Amiens | 3-2 (0-1, 3-0, 0-1) | Diables rouges de Briançon | Coliséum |

| Feuille de match | Feuille de match | Feuille de match | Feuille de match                           | Feuille de match               |
| ---------------- | --- | ---------------- | ------------------------------------------ | ------------------------------ |
|                  | 26 min 50 s, Deniset 29 min 59 s, Roussel (Hecquefeuille, Pažák) double SN 32 min 14 s, Hecquefeuille (Deniset) double SN |                  | 15 min 10 s, Alberti (Lampérier) double SN | Arbitrage : Barbez Dehaen Loos |
| Billy Thompson   | Gardiens | Ramón Sopko      |                                            | Arbitrage : Barbez Dehaen Loos |
| 16 min           | Pénalités | 34 min           |                                            | Arbitrage : Barbez Dehaen Loos |
|                  | |                  |                                            | Arbitrage : Barbez Dehaen Loos |

### Poule de maintien
Cette série se joue au meilleur des cinq matches entre les Drakkars de Caen et l'Avalanche Mont-Blanc qui dispute son 3e barrage de maintien consécutif.
En s'imposant 3 matchs à 1, les caennais assurent leur maintien aux dépens des joueurs du Mont-Blanc.
| vendredi 4 mars 2011 | Drakkars de Caen | 3-2 (pr) (1-0, 1-0, 0-2, 1-0) | Avalanche Mont-Blanc | Caen-la-Mer 1 310 spectateurs |

| Feuille de match  | Feuille de match | Feuille de match      | Feuille de match                                                                                       | Feuille de match     |
| ----------------- | --- | --------------------- | --- | -------------------- |
|                   | E. Pain (T. Lafontaine) - 6 min 23 s E. Pain (A. Urpo, A. Baazzi) (SN) - 36 min 03 s J. Cunningham (J. Duchesneau) - 64 min 54 s | 1-0 2-0 2-1 2-2 3-2   | 56 min 57 s - M. Vialle (J. Besson, L. Simon) 59 min 59 s - D. Brincko (C. Masson, J. Clarke Caddieux) | Arbitrage : D. Bliek |
| Clément Fouquerel | Gardiens | Henry Corentin Buysse | | Arbitrage : D. Bliek |
| 68 min            | Pénalités | 16 min                | | Arbitrage : D. Bliek |
|                   | |                       | | Arbitrage : D. Bliek |

| samedi 5 mars 2011 | Drakkars de Caen | 1-2 (1-1, 0-0, 0-1) | Avalanche Mont-Blanc | Caen-la-Mer 1 000 spectateurs |

| Feuille de match  | Feuille de match                 | Feuille de match      | Feuille de match                                                                                          | Feuille de match     |
| ----------------- | -------------------------------- | --------------------- | --- | -------------------- |
|                   | J. Avenel (E. Pain) - 3 min 34 s | 1-0 1-1 1-2           | 17 min 09 s - N. Besson (J. Besson, R. Orset) (SN) 43 min 05 s - J. Clarke Caddieux (C. Masson, J. Chang) | Arbitrage : S. Fabre |
| Clément Fouquerel | Gardiens                         | Henry Corentin Buysse | | Arbitrage : S. Fabre |
| 8 min             | Pénalités                        | 10 min                | | Arbitrage : S. Fabre |
|                   |                                  |                       | | Arbitrage : S. Fabre |

| vendredi 11 mars 2011 | Avalanche Mont-Blanc | 3-4 (1-0, 0-2, 2-2) | Drakkars de Caen | Patinoire Mont-Blanc 892 spectateurs |

| Feuille de match      | Feuille de match                                                                                             | Feuille de match            | Feuille de match | Feuille de match        |
| --------------------- | --- | --------------------------- | --- | ----------------------- |
|                       | M. Vialle (É. Croz) - 4 min 45 s S.L. Wiktorsson (J. Besson) - 54 min 14 s M. Vialle (É. Croz) - 55 min 42 s | 1-0 1-1 1-2 1-3 1-4 2-4 3-4 | 31 min 22 s - P. Bennett (J. Lebey) 39 min 03 s - P. Bennett (J. Duchesneau ; J. Cunningham) 40 min 48 s - E. Pain (T. Lafontaine ; A. Baazzi) 52 min 07 s - P. Bennett (J. Lebey ; K. Da Costa) | Arbitrage : A. Bourreau |
| Henry Corentin Buysse | Gardiens | Clément Fouquerel           | | Arbitrage : A. Bourreau |
| 6 min                 | Pénalités | 10 min                      | | Arbitrage : A. Bourreau |
|                       | |                             | | Arbitrage : A. Bourreau |

| samedi 12 mars 2011 | Avalanche Mont-Blanc | 1-2 (0-1, 1-0, 0-1) | Drakkars de Caen | Patinoire Mont-Blanc 910 spectateurs |

| Feuille de match      | Feuille de match                               | Feuille de match  | Feuille de match                                                                                     | Feuille de match        |
| --------------------- | ---------------------------------------------- | ----------------- | --- | ----------------------- |
|                       | M. Vialle (A. Cocar ; C. Masson) - 25 min 51 s | 0-1 1-1 1-2       | 1 min 58 s - J. Lebey (K. Da Costa ; P. Bennett) 54 min 16 s - T. Lafontaine (J. Avenel ; A. Baazzi) | Arbitrage : B. Colleoni |
| Henry Corentin Buysse | Gardiens                                       | Clément Fouquerel | | Arbitrage : B. Colleoni |
| 32 min                | Pénalités                                      | 35 min            | | Arbitrage : B. Colleoni |
|                       |                                                |                   | | Arbitrage : B. Colleoni |

### Récompenses
- Trophée Charles-Ramsay : Carl Mallette (Rouen)
- Trophée Albert-Hassler : Kévin Hecquefeuille (Amiens)
- Trophée Jean-Ferrand : Billy Thompson (Amiens) et Ronan Quemener (Gap)
- Trophée Jean-Pierre-Graff : Loïc Lampérier (Briançon)
- Trophée Marcel-Claret : Diables rouges de Briançon

## Division 1

### Équipes engagées
Les équipes engagées en Division 1 sont au nombre de quatorze :
- Orques d'Anglet, promu de Division 2
- Castors d'Avignon
- Boxers de Bordeaux
- Albatros de Brest
- Jokers de Cergy
- Coqs de Courbevoie
- Chiefs de Deuil-Garges
- Vipers de Montpellier
- Scorpions de Mulhouse
- Bisons de Neuilly-sur-Marne, relégué de Ligue Magnus
- Aigles de Nice
- Phénix de Reims
- Bélougas de Toulouse, promu de Division 2
- Lynx de Valence

### Formule de la saison
Les quatorze équipes sont réunies au sein d'une poule unique qui se joue en matchs aller-retour.
Les huit premiers se qualifient pour les séries éliminatoires qui se jouent au meilleur des trois matchs. Le vainqueur de la finale est sacré champion de Division 1 et est promu en Ligue Magnus.
Les équipes classés treizième et quatorzième sont reléguées en Division 2.
Attribution des points
- 2 pts pour une victoire en temps réglementaire, après prolongations ou aux tirs au but
- 1 pt pour une défaite après prolongations ou aux tirs au but
- 0 pt pour une défaite en temps réglementaire[2]

### Résultats

#### Saison régulière
Du 11 septembre 2010 au 2 avril 2011
| Équipes                      | Anglet   | Avignon   | Bordeaux | Brest     | Cergy    | Courbevoie | Deuil-Garges | Montpellier | Mulhouse  | Neuilly  | Nice     | Reims    | Toulouse  | Valence |
| Orques d'Anglet              |          | 7 - 4     | 4 - 2    | 4 - 10    | 9 - 0    | 6 - 3      | 6 - 4        | 4 - 3       | 4 - 2     | 3 - 2 ap | 1 - 2 ap | 6 - 7 ap | 7 - 1     | 5 - 3   |
| Castors d'Avignon            | 1 - 6    |           | 1 - 6    | 1 - 9     | 2 - 1    | 3 - 8      | 8 - 5        | 1 - 8       | 1 - 3     | 1 - 5    | 6 - 5    | 3 - 2    | 2 - 4     | 5 - 7   |
| Boxers de Bordeaux           | 6 - 4    | 5 - 2     |          | 5 - 2     | 5 - 3    | 6 - 2      | 5 - 2        | 6 - 3       | 5 - 4 ap  | 4 - 6    | 5 - 4 ap | 5 - 4    | 6 - 1     | 5 - 1   |
| Albatros de Brest            | 5 - 4 ap | 11 - 4    | 8 - 3    |           | 6 - 3    | 7 - 2      | 11 - 2       | 2 - 1 ap    | 8 - 3     | 3 - 2    | 10 - 1   | 3 - 6    | 5 - 4 ap  | 12 - 1  |
| Jokers de Cergy              | 1 - 3    | 1 - 4     | 4 - 7    | 2 - 12    |          | 7 - 5      | 5 - 3        | 3 - 10      | 4 - 6     | 6 - 2    | 5 - 7    | 0 - 6    | 10 - 2    | 1 - 4   |
| Coqs de Courbevoie           | 6 - 3    | 6 - 5     | 6 - 3    | 2 - 10    | 5 - 2    |            | 6 - 3        | 3 - 4       | 4 - 3 tab | 5 - 6 ap | 3 - 2    | 0 - 5    | 2 - 3 tab | 2 - 4   |
| Chiefs de Deuil-Garges       | 1 - 5    | 6 - 5 tab | 4 - 1    | 4 - 17    | 5 - 3    | 2 - 5      |              | 3 - 6       | 2 - 5     | 0 - 5    | 4 - 8    | 1 - 5    | 7 - 3     | 5 - 6   |
| Vipers de Montpellier        | 2 - 6    | 6 - 3     | 3 - 4 ap | 7 - 5     | 3 - 4 ap | 7 - 2      | 4 - 1        |             | 6 - 3     | 6 - 3    | 4 - 1    | 5 - 6    | 5 - 4 ap  | 7 - 3   |
| Scorpions de Mulhouse        | 2 - 1 ap | 6 - 1     | 2 - 5    | 2 - 3 ap  | 6 - 1    | 5 - 4      | 3 - 2        | 2 - 5       |           | 1 - 2    | 1 - 2 ap | 2 - 11   | 5 - 0     | 10 - 2  |
| Bisons de Neuilly-sur-Marne  | 7 - 3    | 4 - 1     | 7 - 4    | 3 - 4 tab | 5 - 0    | 8 - 2      | 8 - 2        | 3 - 1       | 4 - 3 ap  |          | 9 - 2    | 7 - 0    | 6 - 1     | 8 - 4   |
| Aigles de Nice               | 2 - 1    | 6 - 2     | 3 - 5    | 5 - 7     | 6 - 3    | 5 - 2      | 6 - 4        | 2 - 5       | 3 - 0     | 1 - 6    |          | 2 - 4    | 4 - 3 tab | 6 - 1   |
| Phénix de Reims              | 4 - 2    | 14 - 2    | 3 - 4    | 3 - 5     | 12 - 4   | 4 - 2      | 6 - 3        | 4 - 3 ap    | 5 - 4 ap  | 4 - 3    | 7 - 4    |          | 4 - 1     | 11 - 2  |
| Bélougas de Toulouse-Blagnac | 1 - 4    | 2 - 4     | 2 - 4    | 1 - 8     | 5 - 2    | 12 - 4     | 5 - 2        | 5 - 4       | 1 - 7     | 1 - 4    | 5 - 6    | 4 - 2    |           | 8 - 6   |
| Lynx de Valence              | 1 - 3    | 5 - 4     | 3 - 8    | 4 - 12    | 3 - 6    | 2 - 3 ap   | 11 - 7       | 3 - 2 ap    | 4 - 2     | 0 - 6    | 2 - 7    | 2 - 3    | 3 - 5     |         |

|     | Équipe                       | PJ | V  | VP | DP | D  | Pts | BP  | BC  | +/-  | Notes                    |
| --- | ---------------------------- | -- | -- | -- | -- | -- | --- | --- | --- | ---- | ------------------------ |
| 1er | Albatros de Brest            | 26 | 18 | 5  | 0  | 3  | 46  | 195 | 79  | +116 | Séries éliminatoires     |
| 2e  | Bisons de Neuilly-sur-Marne  | 26 | 18 | 2  | 2  | 4  | 42  | 131 | 62  | +69  | Séries éliminatoires     |
| 3e  | Boxers de Bordeaux           | 26 | 17 | 3  | 0  | 6  | 40  | 124 | 88  | +36  | Séries éliminatoires     |
| 4e  | Phénix de Reims              | 26 | 17 | 3  | 0  | 6  | 40  | 142 | 79  | +63  | Séries éliminatoires     |
| 5e  | Orques d'Anglet              | 26 | 15 | 1  | 4  | 6  | 36  | 111 | 82  | +29  | Séries éliminatoires     |
| 6e  | Vipers de Montpellier        | 26 | 14 | 1  | 5  | 6  | 35  | 120 | 86  | +34  | Séries éliminatoires     |
| 7e  | Aigles de Nice               | 26 | 11 | 3  | 1  | 11 | 29  | 102 | 105 | -3   | Séries éliminatoires     |
| 8e  | Scorpions de Mulhouse        | 26 | 10 | 1  | 6  | 9  | 28  | 92  | 90  | +2   | Séries éliminatoires     |
| 9e  | Coqs de Courbevoie           | 26 | 8  | 2  | 2  | 14 | 22  | 94  | 123 | -29  |                          |
| 10e | Bélougas de Toulouse-Blagnac | 26 | 8  | 1  | 3  | 14 | 21  | 80  | 123 | -43  |                          |
| 11e | Lynx de Valence              | 26 | 7  | 1  | 1  | 17 | 17  | 87  | 153 | -66  |                          |
| 12e | Castors d'Avignon            | 26 | 6  | 0  | 1  | 19 | 13  | 76  | 148 | -72  | Liquidation              |
| 13e | Jokers de Cergy              | 26 | 5  | 1  | 0  | 20 | 12  | 81  | 143 | -62  |                          |
| 14e | Chiefs de Deuil-Garges       | 26 | 3  | 1  | 0  | 22 | 8   | 84  | 158 | -74  | Rétrogradé en Division 3 |

#### Séries éliminatoires
Pour la deuxième année d'affilée, les Albatros de Brest s'inclinent en finale du championnat.
Les Bisons de Neuilly-sur-Marne, relégué de Ligue Magnus la saison précédente, est sacré champion de Division 1 et remonte donc immédiatement.
|  |                             |                             |                             |               |                     |                    |     |            |            |                     |            |            |                   |     |        |        |        |        |        |  |  |
|  | 1/4 de finale               | 1/4 de finale               | 1/4 de finale               | 1/4 de finale | 1/4 de finale       |                    |     | 1/2 finale | 1/2 finale | 1/2 finale          | 1/2 finale | 1/2 finale |                   |     | Finale | Finale | Finale | Finale | Finale |  |  |
|  | 9 et 16 avril 2011          |                             |                             |               |                     |                    |     |            |            |                     |            |            |                   |     |        |        |        |        |        |  |  |
|  |                             |                             |                             |               |                     |                    |     |            |            |                     |            |            |                   |     |        |        |        |        |        |  |  |
|  | Albatros de Brest           | (1)                         | 5                           | 13            |                     |                    |     |            |            |                     |            |            |                   |     |        |        |        |        |        |  |  |
|  | Albatros de Brest           | (1)                         | 5                           | 13            | 20 et 23 avril 2011 |                    |     |            |            |                     |            |            |                   |     |        |        |        |        |        |  |  |
|  | Scorpions de Mulhouse       | (8)                         | 2                           | 2             |                     |                    |     |            |            |                     |            |            |                   |     |        |        |        |        |        |  |  |
|  | Scorpions de Mulhouse       | (8)                         | 2                           | 2             | Albatros de Brest   | (1)                | 4   | 6          |            |                     |            |            |                   |     |        |        |        |        |        |  |  |
|  | 9, 16 et 17 avril 2011      |                             |                             |               | Albatros de Brest   | (1)                | 4   | 6          |            |                     |            |            |                   |     |        |        |        |        |        |  |  |
|  |                             |                             | Phénix de Reims             | (4)           | 3                   | 3                  |     |            |            |                     |            |            |                   |     |        |        |        |        |        |  |  |
|  | Phénix de Reims             | (4)                         | Phénix de Reims             | (4)           | 3                   | 3                  | 7   | 3          | 4          |                     |            |            |                   |     |        |        |        |        |        |  |  |
|  | Phénix de Reims             | (4)                         |                             |               |                     |                    | 7   | 3          | 4          | 27 et 29 avril 2011 |            |            |                   |     |        |        |        |        |        |  |  |
|  | Orques d'Anglet             | (5)                         | 3                           | 7             | 2                   |                    |     |            |            |                     |            |            |                   |     |        |        |        |        |        |  |  |
|  | Orques d'Anglet             | (5)                         | 3                           | 7             | 2                   |                    |     |            |            |                     |            |            | Albatros de Brest | (1) | 2      | 3      |        |        |        |  |  |
|  | 9, 16 et 17 avril 2011      |                             |                             |               |                     |                    |     |            |            |                     |            |            | Albatros de Brest | (1) | 2      | 3      |        |        |        |  |  |
|  |                             | Bisons de Neuilly-sur-Marne | (2)                         | 31            | 5                   |                    |     |            |            |                     |            |            |                   |     |        |        |        |        |        |  |  |
|  | Boxers de Bordeaux          | Bisons de Neuilly-sur-Marne | (2)                         | 31            | 5                   | (3)                | 3   | 3          | 7          |                     |            |            |                   |     |        |        |        |        |        |  |  |
|  | Boxers de Bordeaux          | 20, 23 et 24 avril 2011     |                             |               |                     | (3)                | 3   | 3          | 7          |                     |            |            |                   |     |        |        |        |        |        |  |  |
|  | Vipers de Montpellier       | (6)                         | 0                           | 4             | 1                   |                    |     |            |            |                     |            |            |                   |     |        |        |        |        |        |  |  |
|  | Vipers de Montpellier       | (6)                         | 0                           | 4             | 1                   | Boxers de Bordeaux | (3) | 4          | 1          | 3                   |            |            |                   |     |        |        |        |        |        |  |  |
|  | 9 et 16 avril 2011          |                             |                             |               |                     | Boxers de Bordeaux | (3) | 4          | 1          | 3                   |            |            |                   |     |        |        |        |        |        |  |  |
|  |                             |                             | Bisons de Neuilly-sur-Marne | (2)           | 2                   | 8                  | 6   |            |            |                     |            |            |                   |     |        |        |        |        |        |  |  |
|  | Bisons de Neuilly-sur-Marne | (2)                         | Bisons de Neuilly-sur-Marne | (2)           | 2                   | 8                  | 6   | 3          | 6          |                     |            |            |                   |     |        |        |        |        |        |  |  |
|  | Bisons de Neuilly-sur-Marne | (2)                         |                             |               |                     |                    |     | 3          | 6          |                     |            |            |                   |     |        |        |        |        |        |  |  |
|  | Aigles de Nice              | (7)                         | 1                           | 3             |                     |                    |     |            |            |                     |            |            |                   |     |        |        |        |        |        |  |  |
|  | Aigles de Nice              | (7)                         | 1                           | 3             |                     |                    |     |            |            |                     |            |            |                   |     |        |        |        |        |        |  |  |

Note 1 : Après prolongation et tirs au but.

## Division 2

### Formule de la saison
Les vingt équipes engagées sont réparties en deux poules de dix suivant le système IIHF fondé sur le classement de la saison précédente. Chaque poule se joue en matchs aller-retour.
Les huit premiers de chaque poule se qualifient pour les séries éliminatoires qui se jouent en simple aller-retour (ainsi quand il y a match nul, il n'y a pas de prolongation, le score est conservé tel quel), le score cumulé désignant le vainqueur. En cas d'égalité, sur l'ensemble des 2 matchs d'une série, une prolongation est alors disputée, s'il n'y a pas de but durant ces 10 minutes, des tirs au but sont alors joués. Le vainqueur de la finale est sacré champion de Division 2. Le champion et le finaliste sont promus en Division 1.
Les équipes classées neuvième et dixième de chaque poule sont rassemblées au sein d'une poule de maintien qui se joue en matchs aller-retour. Les équipes finissant aux deux dernières places sont reléguées en Division 3.

#### Attribution des points
- 2 pts pour une victoire en temps réglementaire, après prolongations ou aux tirs au but
- 1 pt pour une défaite après prolongations ou aux tirs au but
- 0 pt pour une défaite en temps réglementaire[2]

### Équipes engagées
Les équipes engagées en Division 2 sont au nombre de vingt (dont une équipe réserve). Elles sont réparties en deux poules de dix :
- Castors d'Asnières
- Chevaliers du Lac Annecy relégué de Division 1
- Éléphants de Chambéry
- Élans de Champigny repêché de Division 2[27],[28]
- Sangliers Arvernes de Clermont
- Corsaires de Dunkerque
- Aigles de La Roche-sur-Yon
- Renards d'Orléans promu de Division 3
- Dragons de Rouen 2
- Lions de Wasquehal
- Galaxians d'Amnéville relégué de Division 1
- Dogs de Cholet
- Peaux-Rouges d'Évry
- Lions de Lyon
- Comètes de Meudon
- Corsaires de Nantes
- Français Volants de Paris
- Boucaniers de Toulon promu de Division 3
- Bouquetins de Val-Vanoise
- Jets de Viry-Châtillon

### Saison régulière
- 25 septembre 2010 - 26 février 2011

#### Poule A
| Équipes                        | Asnières | Annecy | Chambéry | Champigny | Clermont | Dunkerque | La Roche | Orléans | Rouen 2   | Wasquehal |
| Castors d'Asnières             |          | 5 - 9  | 4 - 1    | 10 - 3    | 4 - 3 ap | 4 - 3 ap  | 3 - 5    | 8 - 2   | 4 - 2     | 7 - 3     |
| Chevaliers du Lac Annecy       | 5 - 6 ap |        | 7 - 1    | 20 - 1    | 6 - 0    | 6 - 4     | 5 - 2    | 7 - 6   | 5 - 1     | 9 - 4     |
| Éléphants de Chambéry          | 4 - 7    | 2 - 6  |          | 5 - 4 tab | 4 - 6    | 5 - 6     | 4 - 3    | 4 - 5   | 4 - 5     | 2 - 3 ap  |
| Élans de Champigny             | 0 - 4    | 4 - 7  | 4 - 2    |           | 5 - 4    | 0 - 6     | 7 - 8    | 4 - 5   | 5 - 4     | 3 - 7     |
| Sangliers Arvernes de Clermont | 2 - 8    | 4 - 14 | 8 - 4    | 6 - 7     |          | 2 - 3     | 5 - 6 ap | 7 - 3   | 2 - 8     | 2 - 7     |
| Corsaires de Dunkerque         | 2 - 3    | 8 - 3  | 5 - 2    | 9 - 1     | 7 - 1    |           | 3 - 5    | 9 - 2   | 1 - 0     | 4 - 1     |
| Aigles de La Roche-sur-Yon     | 6 - 4    | 7 - 2  | 7 - 2    | 6 - 5     | 6 - 2    | 3 - 5     |          | 3 - 4   | 6 - 5 tab | 6 - 1     |
| Renards d'Orléans              | 2 - 11   | 5 - 8  | 2 - 5    | 5 - 4     | 3 - 7    | 1 - 7     | 3 - 5    |         | 1 - 4     | 4 - 7     |
| Dragons de Rouen 2             | 6 - 4    | 2 - 4  | 3 - 5    | 8 - 2     | 6 - 4    | 1 - 4     | 8 - 2    | 7 - 3   |           | 7 - 1     |
| Lions de Wasquehal             | 9 - 4    | 2 - 5  | 5 - 3    | 5 - 4     | 2 - 1    | 1 - 4     | 11 - 2   | 6 - 1   | 3 - 0     |           |

| Clt. | Équipe                         | PJ | V  | VP | DP | D  | Pts | BP  | BC  | +/- | Notes                |
| ---- | ------------------------------ | -- | -- | -- | -- | -- | --- | --- | --- | --- | -------------------- |
| 1er  | Chevaliers du Lac d'Annecy     | 18 | 15 | 0  | 1  | 2  | 31  | 129 | 64  | +65 | Séries éliminatoires |
| 2e   | Corsaires de Dunkerque         | 18 | 14 | 0  | 1  | 3  | 29  | 90  | 41  | +49 | Séries éliminatoires |
| 3e   | Aigles de La Roche-sur-Yon     | 18 | 11 | 2  | 0  | 5  | 26  | 90  | 75  | +15 | Séries éliminatoires |
| 4e   | Castors d'Asnières             | 18 | 10 | 3  | 0  | 5  | 26  | 106 | 68  | +42 | Séries éliminatoires |
| 5e   | Lions de Wasquehal             | 18 | 10 | 1  | 0  | 7  | 22  | 78  | 71  | +7  | Séries éliminatoires |
| 6e   | Dragons de Rouen 2             | 18 | 9  | 0  | 1  | 8  | 19  | 77  | 60  | +17 | Séries éliminatoires |
| 7e   | Sangliers Arvernes de Clermont | 18 | 4  | 0  | 2  | 12 | 10  | 66  | 103 | -37 | Séries éliminatoires |
| 8e   | Élans de Champigny             | 18 | 4  | 0  | 1  | 13 | 9   | 64  | 124 | -60 | Séries éliminatoires |
| 9e   | Éléphants de Chambéry          | 18 | 3  | 1  | 1  | 13 | 9   | 59  | 89  | -30 | Poule de maintien    |
| 10e  | Renards d'Orléans              | 18 | 3  | 0  | 0  | 15 | 4   | 51  | 115 | -64 | Poule de maintien    |

#### Poule B
| Équipes                   | Amnéville | Cholet   | Évry   | Lyon   | Meudon    | Nantes    | Paris    | Toulon    | Val-Vanoise | Viry     |
| Galaxians d'Amnéville     |           | 3 - 2 ap | 3 - 4  | 2 - 10 | 6 - 1     | 1 - 0     | 4 - 1    | 3 - 0     | 7 - 2       | 4 - 2    |
| Dogs de Cholet            | 4 - 1     |          | 9 - 4  | 6 - 3  | 5 - 1     | 6 - 3     | 2 - 3 ap | 6 - 2     | 3 - 1       | 5 - 3    |
| Peaux-Rouges d'Évry       | 1 - 2     | 8 - 9 ap |        | 2 - 8  | 3 - 5     | 3 - 4 ap  | 7 - 3    | 2 - 5     | 9 - 3       | 8 - 7 ap |
| Lions de Lyon             | 5 - 2     | 6 - 4    | 11 - 4 |        | 7 - 4     | 4 - 5     | 10 - 2   | 5 - 2     | 11 - 5      | 7 - 6 ap |
| Comètes de Meudon         | 3 - 6     | 4 - 10   | 5 - 7  | 4 - 6  |           | 1 - 5     | 6 - 2    | 2 - 3     | 8 - 4       | 6 - 4    |
| Corsaires de Nantes       | 5 - 6 ap  | 3 - 5    | 5 - 2  | 3 - 5  | 4 - 5 ap  |           | 3 - 2    | 6 - 5 ap  | 6 - 5 ap    | 6 - 7    |
| Français volants de Paris | 1 - 5     | 2 - 3    | 3 - 14 | 9 - 6  | 6 - 4     | 5 - 4     |          | 4 - 5     | 6 - 5       | 3 - 4 ap |
| Boucaniers de Toulon      | 7 - 1     | 0 - 3    | 3 - 4  | 4 - 2  | 5 - 4 tab | 4 - 5     | 7 - 4    |           | 5 - 1       | 1 - 2    |
| Bouquetins de Val-Vanoise | 3 - 4 ap  | 6 - 5    | 6 - 8  | 3 - 8  | 4 - 2     | 5 - 6     | 6 - 7    | 4 - 5 tab |             | 11 - 6   |
| Jets de Viry-Châtillon    | 1 - 13    | 2 - 7    | 7 - 4  | 3 - 9  | 6 - 9     | 3 - 4 tab | 7 - 5    | 3 - 6     | 1 - 3       |          |

| Clt. | Équipe                    | PJ | V  | VP | DP | D  | Pts | BP  | BC  | +/- | Notes                |
| ---- | ------------------------- | -- | -- | -- | -- | -- | --- | --- | --- | --- | -------------------- |
| 1er  | Dogs de Cholet            | 18 | 13 | 1  | 2  | 2  | 30  | 94  | 55  | +39 | Séries éliminatoires |
| 2e   | Lions de Lyon             | 18 | 13 | 1  | 1  | 3  | 29  | 122 | 70  | +52 | Séries éliminatoires |
| 3e   | Galaxians d'Amnéville     | 18 | 10 | 3  | 0  | 5  | 26  | 73  | 52  | +21 | Séries éliminatoires |
| 4e   | Corsaires de Nantes       | 18 | 5  | 5  | 2  | 6  | 22  | 77  | 74  | +3  | Séries éliminatoires |
| 5e   | Boucaniers de Toulon      | 18 | 8  | 2  | 1  | 7  | 21  | 69  | 61  | +8  | Séries éliminatoires |
| 6e   | Peaux-Rouges d'Évry       | 18 | 7  | 1  | 2  | 8  | 18  | 94  | 97  | -3  | Séries éliminatoires |
| 7e   | Comètes de Meudon         | 18 | 5  | 1  | 1  | 11 | 13  | 74  | 93  | -19 | Séries éliminatoires |
| 8e   | Jets de Viry-Châtillon    | 18 | 4  | 1  | 3  | 10 | 13  | 74  | 111 | -37 | Séries éliminatoires |
| 9e   | Français Volants de Paris | 18 | 5  | 1  | 1  | 11 | 13  | 68  | 102 | -34 | Poule de maintien    |
| 10e  | Bouquetins de Val-Vanoise | 18 | 4  | 0  | 3  | 11 | 11  | 77  | 107 | -30 | Poule de maintien    |

### Séries éliminatoires
|  |                                |                        |                        |                        |                        |                            |    |                  |                            |                               |                               |                               |                               |                               |                               |                               |                               |                               |                               |                            |        |        |        |        |
|  | Huitièmes de finale            | Huitièmes de finale    | Huitièmes de finale    | Huitièmes de finale    | Huitièmes de finale    |                            |    | Quarts de finale | Quarts de finale           | Quarts de finale              | Quarts de finale              | Quarts de finale              |                               |                               | Finale                        | Finale                        | Finale                        | Finale                        | Finale                        | Finale                     | Finale | Finale | Finale | Finale |
|  |                                |                        |                        |                        |                        |                            |    |                  |                            |                               |                               |                               |                               |                               |                               |                               |                               |                               |                               |                            |        |        |        |        |
|  |                                |                        |                        |                        |                        |                            |    |                  | Demi-finales               |                               |                               |                               |                               |                               |                               |                               |                               |                               |                               |                            |        |        |        |        |
|  | 5 et 12 mars 2011              |                        |                        |                        |                        |                            |    |                  |                            |                               |                               |                               |                               |                               |                               |                               |                               |                               |                               |                            |        |        |        |        |
|  |                                |                        |                        |                        |                        |                            |    |                  |                            |                               |                               |                               |                               |                               |                               |                               |                               |                               |                               |                            |        |        |        |        |
|  | Chevaliers du Lac d'Annecy     | A1                     | 4                      | 10                     | 14                     |                            |    |                  |                            |                               |                               |                               |                               |                               |                               |                               |                               |                               |                               |                            |        |        |        |        |
|  | Chevaliers du Lac d'Annecy     | A1                     | 4                      | 10                     | 14                     | 19 et 26 mars 2011         |    |                  |                            |                               |                               |                               |                               |                               |                               |                               |                               |                               |                               |                            |        |        |        |        |
|  | Jets de Viry-Châtillon         | B8                     | 3                      | 4                      | 7                      |                            |    |                  |                            |                               |                               |                               |                               |                               |                               |                               |                               |                               |                               |                            |        |        |        |        |
|  | Jets de Viry-Châtillon         | B8                     | 3                      | 4                      | 7                      | Chevaliers du Lac d'Annecy | A1 | 5                | 9                          | 14                            |                               |                               |                               |                               |                               |                               |                               |                               |                               |                            |        |        |        |        |
|  | 5 et 12 mars 2011              |                        |                        |                        |                        | Chevaliers du Lac d'Annecy | A1 | 5                | 9                          | 14                            |                               |                               |                               |                               |                               |                               |                               |                               |                               |                            |        |        |        |        |
|  |                                |                        | Corsaires de Nantes    | B4                     | 5                      | 3                          | 8  |                  |                            |                               |                               |                               |                               |                               |                               |                               |                               |                               |                               |                            |        |        |        |        |
|  | Lions de Wasquehal             | A5                     | Corsaires de Nantes    | B4                     | 5                      | 3                          | 8  | 3                | 1                          | 4                             |                               |                               |                               |                               |                               |                               |                               |                               |                               |                            |        |        |        |        |
|  | Lions de Wasquehal             | A5                     | 2 et 10 avril 2011     |                        |                        |                            |    | 3                | 1                          | 4                             |                               |                               |                               |                               |                               |                               |                               |                               |                               |                            |        |        |        |        |
|  | Corsaires de Nantes            | B4                     | 7                      | 7                      | 14                     |                            |    |                  |                            |                               |                               |                               |                               |                               |                               |                               |                               |                               |                               |                            |        |        |        |        |
|  | Corsaires de Nantes            | B4                     | 7                      | 7                      | 14                     |                            |    |                  | Chevaliers du Lac d'Annecy | Chevaliers du Lac d'Annecy    | Chevaliers du Lac d'Annecy    | Chevaliers du Lac d'Annecy    | Chevaliers du Lac d'Annecy    | Chevaliers du Lac d'Annecy    | A1                            | 3                             | 1                             | 4                             |                               |                            |        |        |        |        |
|  | 5 et 12 mars 2011              |                        |                        |                        |                        |                            |    |                  | Chevaliers du Lac d'Annecy | Chevaliers du Lac d'Annecy    | Chevaliers du Lac d'Annecy    | Chevaliers du Lac d'Annecy    | Chevaliers du Lac d'Annecy    | Chevaliers du Lac d'Annecy    | A1                            | 3                             | 1                             | 4                             |                               |                            |        |        |        |        |
|  | Lions de Lyon                  | Lions de Lyon          | Lions de Lyon          | Lions de Lyon          | Lions de Lyon          | Lions de Lyon              | B2 | 2                | 6                          | 8                             |                               |                               |                               |                               |                               |                               |                               |                               |                               |                            |        |        |        |        |
|  | Lions de Lyon                  | Lions de Lyon          | Lions de Lyon          | Lions de Lyon          | Lions de Lyon          | Lions de Lyon              | B2 | 2                | 6                          | 8                             | Aigles de La Roche-sur-Yon    | A3                            | 3                             | 3                             | 6                             |                               |                               |                               |                               |                            |        |        |        |        |
|  | 19 et 26 mars 2011             |                        |                        |                        |                        |                            |    |                  |                            |                               | Aigles de La Roche-sur-Yon    | A3                            | 3                             | 3                             | 6                             |                               |                               |                               |                               |                            |        |        |        |        |
|  | Peaux-Rouges d'Évry            | B6                     | 4                      | 4                      | 8                      |                            |    |                  |                            |                               |                               |                               |                               |                               |                               |                               |                               |                               |                               |                            |        |        |        |        |
|  | Peaux-Rouges d'Évry            | B6                     | 4                      | 4                      | 8                      | Peaux-Rouges d'Évry        | B6 | 1                | 2                          | 3                             |                               |                               |                               |                               |                               |                               |                               |                               |                               |                            |        |        |        |        |
|  | 5 et 12 mars 2011              |                        |                        |                        |                        | Peaux-Rouges d'Évry        | B6 | 1                | 2                          | 3                             |                               |                               |                               |                               |                               |                               |                               |                               |                               |                            |        |        |        |        |
|  |                                |                        | Lions de Lyon          | B2                     | 9                      | 3                          | 12 |                  |                            |                               |                               |                               |                               |                               |                               |                               |                               |                               |                               |                            |        |        |        |        |
|  | Sangliers Arvernes de Clermont | A7                     | Lions de Lyon          | B2                     | 9                      | 3                          | 12 | 4                | 4                          | 8                             |                               |                               |                               |                               |                               |                               |                               |                               |                               |                            |        |        |        |        |
|  | Sangliers Arvernes de Clermont | A7                     |                        |                        |                        |                            |    | 4                | 4                          | 8                             | 16 et 23 avril 2011           |                               |                               |                               |                               |                               |                               |                               |                               |                            |        |        |        |        |
|  | Lions de Lyon                  | B2                     | 14                     | 15                     | 29                     |                            |    |                  |                            |                               |                               |                               |                               |                               |                               |                               |                               |                               |                               |                            |        |        |        |        |
|  | Lions de Lyon                  | B2                     | 14                     | 15                     | 29                     |                            |    |                  |                            |                               |                               |                               |                               |                               | Lions de Lyon                 | Lions de Lyon                 | Lions de Lyon                 | Lions de Lyon                 | Lions de Lyon                 | Lions de Lyon              | B2     | 4      | 4      | 8      |
|  | 5 et 12 mars 2011              |                        |                        |                        |                        |                            |    |                  |                            |                               |                               |                               |                               |                               | Lions de Lyon                 | Lions de Lyon                 | Lions de Lyon                 | Lions de Lyon                 | Lions de Lyon                 | Lions de Lyon              | B2     | 4      | 4      | 8      |
|  | Corsaires de Dunkerque         | Corsaires de Dunkerque | Corsaires de Dunkerque | Corsaires de Dunkerque | Corsaires de Dunkerque | Corsaires de Dunkerque     | A2 | 6                | 5                          | 11                            |                               |                               |                               |                               |                               |                               |                               |                               |                               |                            |        |        |        |        |
|  | Corsaires de Dunkerque         | Corsaires de Dunkerque | Corsaires de Dunkerque | Corsaires de Dunkerque | Corsaires de Dunkerque | Corsaires de Dunkerque     | A2 | 6                | 5                          | 11                            | Corsaires de Dunkerque        | A2                            | 4                             | 4                             | 8                             |                               |                               |                               |                               |                            |        |        |        |        |
|  | 19 et 26 mars 2011             |                        |                        |                        |                        |                            |    |                  |                            |                               | Corsaires de Dunkerque        | A2                            | 4                             | 4                             | 8                             |                               |                               |                               |                               |                            |        |        |        |        |
|  | Comètes de Meudon              | B7                     | 4                      | 3                      | 7                      |                            |    |                  |                            |                               |                               |                               |                               |                               |                               |                               |                               |                               |                               |                            |        |        |        |        |
|  | Comètes de Meudon              | B7                     | 4                      | 3                      | 7                      | Corsaires de Dunkerque     | A2 | 2                | 62                         | 8                             |                               |                               |                               |                               |                               |                               |                               |                               |                               |                            |        |        |        |        |
|  | 5 et 12 mars 2011              |                        |                        |                        |                        | Corsaires de Dunkerque     | A2 | 2                | 62                         | 8                             |                               |                               |                               |                               |                               |                               |                               |                               |                               |                            |        |        |        |        |
|  |                                |                        | Galaxians d'Amnéville  | B3                     | 4                      | 3                          | 7  |                  |                            |                               |                               |                               |                               |                               |                               |                               |                               |                               |                               |                            |        |        |        |        |
|  | Dragons de Rouen 2             | A6                     | Galaxians d'Amnéville  | B3                     | 4                      | 3                          | 7  | 1                | 6                          | 7                             |                               |                               |                               |                               |                               |                               |                               |                               |                               |                            |        |        |        |        |
|  | Dragons de Rouen 2             | A6                     | 2 et 9 avril 2011      |                        |                        |                            |    | 1                | 6                          | 7                             |                               |                               |                               |                               |                               |                               |                               |                               |                               |                            |        |        |        |        |
|  | Galaxians d'Amnéville          | B3                     | 6                      | 5                      | 11                     |                            |    |                  |                            |                               |                               |                               |                               |                               |                               |                               |                               |                               |                               |                            |        |        |        |        |
|  | Galaxians d'Amnéville          | B3                     | 6                      | 5                      | 11                     |                            |    |                  | Corsaires de Dunkerque     | Corsaires de Dunkerque        | Corsaires de Dunkerque        | Corsaires de Dunkerque        | Corsaires de Dunkerque        | Corsaires de Dunkerque        | A2                            | 5                             | 5                             | 10                            |                               |                            |        |        |        |        |
|  | 5 et 12 mars 2011              |                        |                        |                        |                        |                            |    |                  | Corsaires de Dunkerque     | Corsaires de Dunkerque        | Corsaires de Dunkerque        | Corsaires de Dunkerque        | Corsaires de Dunkerque        | Corsaires de Dunkerque        | A2                            | 5                             | 5                             | 10                            |                               |                            |        |        |        |        |
|  | Dogs de Cholet                 | Dogs de Cholet         | Dogs de Cholet         | Dogs de Cholet         | Dogs de Cholet         | Dogs de Cholet             | B1 | 3                | 3                          | 6                             |                               |                               |                               |                               |                               |                               |                               |                               |                               |                            |        |        |        |        |
|  | Dogs de Cholet                 | Dogs de Cholet         | Dogs de Cholet         | Dogs de Cholet         | Dogs de Cholet         | Dogs de Cholet             | B1 | 3                | 3                          | 6                             | Castors d'Asnières            | A4                            | 2                             | 2                             | 4                             |                               |                               |                               |                               |                            |        |        |        |        |
|  | 19 et 26 mars 2011             |                        |                        |                        |                        |                            |    |                  |                            |                               | Castors d'Asnières            | A4                            | 2                             | 2                             | 4                             |                               |                               |                               |                               |                            |        |        |        |        |
|  | Boucaniers de Toulon           | B5                     | 2                      | 3                      | 5                      |                            |    |                  |                            |                               |                               |                               |                               |                               |                               |                               |                               |                               |                               |                            |        |        |        |        |
|  | Boucaniers de Toulon           | B5                     | 2                      | 3                      | 5                      | Boucaniers de Toulon       | B5 | 2                | 1                          | 3                             |                               |                               |                               |                               |                               |                               |                               |                               |                               |                            |        |        |        |        |
|  | 5 et 12 mars 2011              |                        |                        |                        |                        | Boucaniers de Toulon       | B5 | 2                | 1                          | 3                             |                               |                               |                               |                               |                               |                               |                               |                               |                               |                            |        |        |        |        |
|  |                                |                        | Dogs de Cholet         | B1                     | 5                      | 8                          | 13 |                  |                            | Match pour la troisième place | Match pour la troisième place | Match pour la troisième place | Match pour la troisième place | Match pour la troisième place | Match pour la troisième place | Match pour la troisième place | Match pour la troisième place | Match pour la troisième place | Match pour la troisième place |                            |        |        |        |        |
|  | Élans de Champigny             | A8                     | Dogs de Cholet         | B1                     | 5                      | 8                          | 13 | 1                | 3                          | Match pour la troisième place | Match pour la troisième place | Match pour la troisième place | Match pour la troisième place | Match pour la troisième place | Match pour la troisième place | Match pour la troisième place | Match pour la troisième place | Match pour la troisième place | Match pour la troisième place | 4                          |        |        |        |        |
|  | Élans de Champigny             | A8                     |                        |                        |                        |                            |    | 1                | 3                          | 16 et 23 avril 2011           |                               |                               |                               |                               |                               |                               |                               |                               |                               | 4                          |        |        |        |        |
|  | Dogs de Cholet                 | B1                     | 9                      | 16                     | 25                     |                            |    |                  |                            |                               |                               |                               |                               |                               |                               |                               |                               |                               |                               |                            |        |        |        |        |
|  | Dogs de Cholet                 | B1                     | 9                      | 16                     | 25                     |                            |    |                  |                            |                               |                               |                               |                               |                               | Chevaliers du Lac d'Annecy    | Chevaliers du Lac d'Annecy    | Chevaliers du Lac d'Annecy    | Chevaliers du Lac d'Annecy    | Chevaliers du Lac d'Annecy    | Chevaliers du Lac d'Annecy | A1     | 5      | 6      | 11     |
|  |                                |                        |                        |                        |                        |                            |    |                  |                            |                               |                               |                               |                               |                               | Chevaliers du Lac d'Annecy    | Chevaliers du Lac d'Annecy    | Chevaliers du Lac d'Annecy    | Chevaliers du Lac d'Annecy    | Chevaliers du Lac d'Annecy    | Chevaliers du Lac d'Annecy | A1     | 5      | 6      | 11     |
|  | Dogs de Cholet                 | Dogs de Cholet         | Dogs de Cholet         | Dogs de Cholet         | Dogs de Cholet         | Dogs de Cholet             | B1 | 6                | 6                          | 12                            |                               |                               |                               |                               |                               |                               |                               |                               |                               |                            |        |        |        |        |

- Note1 : Les 2 matchs de la série ayant donné 2 matchs nuls sur le score de 2 buts partout. Le deuxième match est suivi d'une prolongation gagnée par Toulon.
- Note2 : À l'issue du temps réglementaire du deuxième match, Dunkerque menait 5 buts à 3. Amnéville ayant gagné 4 à 2, le match aller, les équipes sont alors à égalité (7-7) sur l'ensemble des 2 matchs. Ainsi, le deuxième match est suivi d'une prolongation gagnée par Dunkerque.

### Poule de maintien
Les Éléphants de Chambéry et les Renards d'Orléans sont relégués en Division 3. Ces clubs sont finalement repêchés à la suite de décisions administratives concernant d'autres clubs.
| Équipes                   | Par.     | Van.     | Cha.  | Orl.      |
| Français Volants de Paris |          | 16 - 4   | 6 - 3 | 7 - 2     |
| Bouquetins de Val-Vanoise | 7 - 8 ap |          | 7 - 1 | 4 - 5 tab |
| Éléphants de Chambéry     | 4 - 3 ap | 6 - 7 ap |       | 4 - 3     |
| Renards d'Orléans         | 1 - 4    | 7 - 11   | 4 - 7 |           |

| Clt. | Équipe                    | PJ | V | VP | DP | D | Pts | BP | BC | +/- |
| ---- | ------------------------- | -- | - | -- | -- | - | --- | -- | -- | --- |
| 1er  | Français Volants de Paris | 6  | 4 | 1  | 1  | 0 | 11  | 44 | 21 | +23 |
| 2e   | Bouquetins de Val-Vanoise | 6  | 2 | 1  | 2  | 1 | 8   | 40 | 43 | -3  |
| 3e   | Éléphants de Chambéry     | 6  | 2 | 1  | 1  | 2 | 7   | 25 | 30 | -5  |
| 4e   | Renards d'Orléans         | 6  | 0 | 1  | 0  | 5 | 2   | 22 | 37 | -15 |

## Division 3

### Formule de la saison
Les vingt-huit équipes engagées sont réparties en quatre groupes régionaux de sept qui se jouent en matchs aller-retour. Les quatre premiers de chaque groupe se qualifient pour la phase finale.
Durant la phase finale qui se joue en matchs aller-retour (ainsi quand il y a match nul, il n'y a pas de prolongation, le score est conservé tel quel), le score cumulé désignant le vainqueur, les qualifiés du groupe A affrontent ceux du groupe B et ceux du groupe C sont opposés à ceux du groupe D. Les vainqueurs des quarts de finale se qualifient pour le carré final.
Les quatre qualifiés pour le carré final sont rassemblés au sein d'une poule unique qui se joue en matchs simples. L'équipe finissant à la première place est sacrée champion de Division 3. Le champion et le deuxième sont promus en Division 2.

#### Attribution des points pour la saison régulière
- 2 pts pour une victoire
- 1 pt pour un nul
- 0 pt pour une défaite
- -1 pt pour une défaite sur tapis vert

#### Attribution des points pour le carré final
- 3 pts pour une victoire en temps réglementaire
- 2 pts pour une victoire en prolongations ou aux tirs au but
- 1 pt pour une défaite en prolongations ou aux tirs au but
- 0 pt pour une défaite en temps réglementaire[2]

### Équipes engagées
Les vingt-huit équipes engagées, dont douze équipes réserves et une équipe basée au Luxembourg, sont réparties en quatre groupes régionaux de sept (le 2 suivant le nom d'une équipe indique qu'il s'agit d'une équipe réserve) :
- Groupe A
  - Albatros de Brest 2
  - Aigles de La Roche-sur-Yon 2
  - Taureaux de feu de Limoges
  - Lames affûtées de Niort
  - Dragons de Poitiers
  - Cormorans de Rennes
  - Remparts de Tours
- Poule B
  - Castors d'Asnières 2
  - ACBB
  - Jokers de Cergy 2
  - Coqs de Courbevoie 2
  - Dock's du Havre
  - Bisons de Neuilly-sur-Marne 2
  - Loups de Saint-Ouen
- Groupe C
  - Gaulois de Châlons-en-Champagne
  - Lions de Compiègne
  - Dauphins d'Épinal 2
  - Tornado Luxembourg 
  - Graoully de Metz
  - Étoile noire de Strasbourg 2
  - Diables rouges de Valenciennes
- Groupe D
  - Hiboux d'Aubagne
  - Remparts de Besançon
  - Gaulois de Briançon 2
  - Titans de Colmar
  - Ducs de Dijon 2
  - Pingouins de Morzine 2
  - Scorpions de Mulhouse 2

### Saison régulière
Elle se déroule du 25 septembre 2010 au 20 février 2011

#### Groupe A
| Équipes                      | Brest 2 | La Roche 2 | Limoges | Niort  | Poitiers | Rennes | Tours  |
| Albatros de Brest 2          |         | 5 - 0 t.v. | 4 - 6   | 15 - 4 | 8 - 0    | 9 - 4  | 4 - 4  |
| Aigles de La Roche-sur-Yon 2 | 1 - 22  |            | 5 - 9   | 2 - 6  | 3 - 9    | 2 - 10 | 2 - 12 |
| Taureaux de feu de Limoges   | 4 - 10  | 8 - 2      |         | 15 - 0 | 9 - 3    | 4 - 2  | 5 - 4  |
| Lames affûtées de Niort      | 3 - 20  | 11 - 6     | 2 - 12  |        | 3 - 8    | 5 - 9  | 1 - 7  |
| Dragons de Poitiers          | 8 - 9   | 9 - 1      | 3 - 11  | 7 - 2  |          | 4 - 4  | 0 - 9  |
| Cormorans de Rennes          | 6 - 8   | 11 - 0     | 8 - 4   | 12 - 0 | 4 - 7    |        | 2 - 4  |
| Remparts de Tours            | 6 - 2   | 16 - 0     | 4 - 4   | 16 - 2 | 9 - 1    | 6 - 2  |        |

| Place | Équipe                       | PJ | V | N | D  | Pts | BP  | BC  | +/-  | Notes        |
| ----- | ---------------------------- | -- | - | - | -- | --- | --- | --- | ---- | ------------ |
| 1er   | Remparts de Tours            | 12 | 9 | 2 | 1  | 20  | 97  | 25  | +72  | Phase finale |
| 2e    | Albatros de Brest 2          | 12 | 9 | 1 | 2  | 19  | 116 | 46  | +70  | Phase finale |
| 3e    | Taureaux de feu de Limoges   | 12 | 9 | 1 | 2  | 19  | 91  | 47  | +44  | Phase finale |
| 4e    | Dragons de Poitiers          | 12 | 5 | 1 | 6  | 11  | 59  | 72  | -13  | Phase finale |
| 5e    | Cormorans de Rennes          | 12 | 5 | 1 | 6  | 11  | 74  | 53  | +21  |              |
| 6e    | Lames affûtées de Niort      | 12 | 2 | 0 | 10 | 4   | 39  | 129 | -90  |              |
| 7e    | Aigles de La Roche-sur-Yon 2 | 12 | 0 | 0 | 12 | -1  | 24  | 128 | -104 |              |

#### Groupe B
| Équipe                        | Asnières 2 | ACBB   | Cergy 2 | Courbevoie 2 | Le Havre | Neuilly 2 | St Ouen |
| Castors d'Asnières 2          |            | 5 - 10 | 8 - 4   | 4 - 9        | 12 - 7   | 5 - 5     | 10 - 1  |
| ACBB                          | 6 - 3      |        | 6 - 1   | 8 - 4        | 9 - 2    | 7 - 1     | 8 - 2   |
| Jokers de Cergy 2             | 9 - 5      | 0 - 6  |         | 3 - 8        | 3 - 6    | 2 - 3     | 11 - 3  |
| Coqs de Courbevoie 2          | 9 - 4      | 4 - 5  | 6 - 2   |              | 7 - 5    | 5 - 7     | 10 - 10 |
| Dock's du Havre               | 4 - 7      | 5 - 10 | 4 - 10  | 9 - 14       |          | 2 - 8     | 20 - 5  |
| Bisons de Neuilly-sur-Marne 2 | 9 - 6      | 1 - 7  | 4 - 6   | 2 - 4        | 9 - 5    |           | 13 - 4  |
| Loups de Saint-Ouen           | 4 - 7      | 5 - 10 | 2 - 9   | 4 - 13       | 1 - 11   | 1 - 13    |         |

| Place | Équipe                        | PJ | V  | N | D  | Pts | BP | BC  | +/- | Notes        |
| ----- | ----------------------------- | -- | -- | - | -- | --- | -- | --- | --- | ------------ |
| 1er   | ACBB                          | 12 | 12 | 0 | 0  | 24  | 92 | 33  | +59 | Phase finale |
| 2e    | Coqs de Courbevoie 2          | 12 | 8  | 1 | 3  | 17  | 93 | 63  | +30 | Phase finale |
| 3e    | Bisons de Neuilly-sur-Marne 2 | 12 | 7  | 1 | 4  | 15  | 75 | 54  | +21 | Phase finale |
| 4e    | Castors d'Asnières 2          | 12 | 5  | 1 | 6  | 11  | 76 | 77  | -1  | Phase finale |
| 5e    | Jokers de Cergy 2             | 12 | 5  | 0 | 7  | 10  | 60 | 61  | -1  |              |
| 6e    | Dock's du Havre               | 12 | 3  | 0 | 9  | 6   | 80 | 95  | -15 |              |
| 7e    | Loups de Saint-Ouen           | 12 | 0  | 1 | 11 | 1   | 42 | 135 | -93 |              |

#### Groupe C
| Équipes                         | Châlons | Compiègne | Épinal 2 | Luxembourg | Metz   | Strasbourg 2 | Valenciennes |
| Gaulois de Châlons-en-Champagne |         | 8 - 10    | 11 - 5   | 12 - 11    | 3 - 6  | 3 - 6        | 10 - 9       |
| Lions de Compiègne              | 11 - 6  |           | 9 - 0    | 9 - 2      | 4 - 5  | 7 - 3        | 20 - 2       |
| Dauphins d'Épinal 2             | 3 - 10  | 1 - 11    |          | 5 - 0      | 3 - 13 | 1 - 6        | 6 - 9        |
| Tornado Luxembourg              | 3 - 7   | 3 - 10    | 4 - 4    |            | 5 - 8  | 0 - 10       | 6 - 3        |
| Graoully de Metz                | 15 - 8  | 7 - 2     | 9 - 7    | 11 - 1     |        | 7 - 2        | 11 - 3       |
| Étoile noire de Strasbourg 2    | 7 - 11  | 1 - 4     | 5 - 0    | 8 - 0      | 5 - 3  |              | 8 - 5        |
| Diables rouges de Valenciennes  | 7 - 2   | 2 - 6     | 6 - 4    | 4 - 2      | 2 - 13 | 3 - 5        |              |

| Place | Équipe                          | PJ | V  | N | D  | Pts | BP  | BC | +/- | Notes        |
| ----- | ------------------------------- | -- | -- | - | -- | --- | --- | -- | --- | ------------ |
| 1er   | Graoully de Metz                | 12 | 11 | 0 | 1  | 22  | 108 | 45 | +63 | Phase finale |
| 2e    | Lions de Compiègne              | 12 | 10 | 0 | 2  | 20  | 103 | 40 | +63 | Phase finale |
| 3e    | Étoile noire de Strasbourg 2    | 12 | 8  | 0 | 4  | 16  | 66  | 44 | +22 | Phase finale |
| 4e    | Gaulois de Châlons-en-Champagne | 12 | 6  | 0 | 6  | 12  | 91  | 93 | -2  | Phase finale |
| 5e    | Diables rouges de Valenciennes  | 12 | 4  | 0 | 8  | 8   | 55  | 93 | -38 |              |
| 6e    | Dauphins d'Épinal 2             | 12 | 1  | 1 | 10 | 3   | 39  | 93 | -54 |              |
| 7e    | Tornado Luxembourg              | 12 | 1  | 1 | 10 | 3   | 37  | 91 | -54 |              |

#### Groupe D
| Équipes                 | Aubagne | Besançon | Briançon 2 | Colmar | Dijon 2 | Morzine 2  | Mulhouse 2 |
| Hiboux d'Aubagne        |         | 4 - 4    | 3 - 7      | 4 - 8  | 1 - 8   | 5 - 2      | 5 - 5      |
| Remparts de Besançon    | 6 - 3   |          | 2 - 6      | 4 - 6  | 6 - 2   | 2 - 1      | 2 - 2      |
| Gaulois de Briançon 2   | 6 - 2   | 8 - 1    |            | 7 - 5  | 5 - 3   | 5 - 0 t.v. | 5 - 2      |
| Titans de Colmar        | 5 - 0   | 7 - 3    | 3 - 4      |        | 6 - 3   | 13 - 3     | 8 - 4      |
| Ducs de Dijon 2         | 4 - 3   | 1 - 3    | 1 - 6      | 4 - 5  |         | 8 - 4      | 4 - 5      |
| Pingouins de Morzine 2  | 22 - 4  | 1 - 4    | 1 - 10     | 2 - 9  | 3 - 5   |            | 5 - 9      |
| Scorpions de Mulhouse 2 | 6 - 3   | 2 - 13   | 1 - 4      | 2 - 10 | 6 - 6   | 5 - 2      |            |

| Place | Équipe                  | PJ | V  | N | D  | Pts | BP | BC | +/- | Notes        |
| ----- | ----------------------- | -- | -- | - | -- | --- | -- | -- | --- | ------------ |
| 1er   | Gaulois de Briançon 2   | 12 | 12 | 0 | 0  | 24  | 73 | 24 | +49 | Phase finale |
| 2e    | Titans de Colmar        | 12 | 10 | 0 | 2  | 20  | 85 | 40 | +45 | Phase finale |
| 3e    | Remparts de Besançon    | 12 | 6  | 2 | 4  | 14  | 50 | 43 | +7  | Phase finale |
| 4e    | Scorpions de Mulhouse 2 | 12 | 4  | 3 | 5  | 11  | 49 | 67 | -18 | Phase finale |
| 5e    | Ducs de Dijon 2         | 12 | 4  | 1 | 7  | 9   | 49 | 53 | -4  |              |
| 6e    | Hiboux d'Aubagne        | 12 | 1  | 2 | 9  | 4   | 37 | 83 | -46 |              |
| 7e    | Pingouins de Morzine 2  | 12 | 1  | 0 | 11 | 1   | 46 | 79 | -33 |              |

### Phase finale
|  | Huitièmes de finale             | Huitièmes de finale             | Huitièmes de finale           | Huitièmes de finale | Huitièmes de finale | Huitièmes de finale |                         |                       | Quarts de finale | Quarts de finale | Quarts de finale | Quarts de finale | Quarts de finale | Quarts de finale |
|  |                                 |                                 |                               |                     |                     |                     |                         |                       |                  |                  |                  |                  |                  |                  |
|  | 5 et 12 mars 2011               |                                 |                               |                     |                     |                     |                         |                       |                  |                  |                  |                  |                  |                  |
|  |                                 |                                 |                               |                     |                     |                     |                         |                       |                  |                  |                  |                  |                  |                  |
|  | Remparts de Tours               | Remparts de Tours               | A1                            | 3                   | 10                  | 13                  |                         |                       |                  |                  |                  |                  |                  |                  |
|  | Remparts de Tours               | Remparts de Tours               | A1                            | 3                   | 10                  | 13                  | 26 mars et 2 avril 2011 |                       |                  |                  |                  |                  |                  |                  |
|  | Castors d'Asnières 2            | Castors d'Asnières 2            | B4                            | 2                   | 0                   | 2                   |                         |                       |                  |                  |                  |                  |                  |                  |
|  | Castors d'Asnières 2            | Castors d'Asnières 2            | B4                            | 2                   | 0                   | 2                   | Remparts de Tours       | Remparts de Tours     | A1               | 6                | 7                | 13               |                  |                  |
|  | 5 et 12 mars 2011               |                                 |                               |                     |                     |                     | Remparts de Tours       | Remparts de Tours     | A1               | 6                | 7                | 13               |                  |                  |
|  |                                 | Taureaux de feu de Limoges      | Taureaux de feu de Limoges    | A3                  | 2                   | 4                   | 6                       |                       |                  |                  |                  |                  |                  |                  |
|  | Coqs de Courbevoie 2            | Coqs de Courbevoie 2            | Taureaux de feu de Limoges    | A3                  | 2                   | 4                   | 6                       | B2                    | 4                | 5                | 9                |                  |                  |                  |
|  | Coqs de Courbevoie 2            | Coqs de Courbevoie 2            |                               |                     |                     |                     |                         | B2                    | 4                | 5                | 9                |                  |                  |                  |
|  | Taureaux de feu de Limoges      | Taureaux de feu de Limoges      | A3                            | 6                   | 4                   | 10                  |                         |                       |                  |                  |                  |                  |                  |                  |
|  | Taureaux de feu de Limoges      | Taureaux de feu de Limoges      | A3                            | 6                   | 4                   | 10                  |                         |                       |                  |                  |                  |                  |                  |                  |
|  | 5 et 12 mars 2011               |                                 |                               |                     |                     |                     |                         |                       |                  |                  |                  |                  |                  |                  |
|  |                                 |                                 |                               |                     |                     |                     |                         |                       |                  |                  |                  |                  |                  |                  |
|  | ACBB                            | ACBB                            | B1                            | 11                  | 8                   | 19                  |                         |                       |                  |                  |                  |                  |                  |                  |
|  | ACBB                            | ACBB                            | B1                            | 11                  | 8                   | 19                  | 27 mars et 2 avril 2011 |                       |                  |                  |                  |                  |                  |                  |
|  | Dragons de Poitiers             | Dragons de Poitiers             | A4                            | 0                   | 2                   | 2                   |                         |                       |                  |                  |                  |                  |                  |                  |
|  | Dragons de Poitiers             | Dragons de Poitiers             | A4                            | 0                   | 2                   | 2                   | ACBB                    | ACBB                  | B1               | 4                | 6                | 10               |                  |                  |
|  | 5 et 12 mars 2011               |                                 |                               |                     |                     |                     | ACBB                    | ACBB                  | B1               | 4                | 6                | 10               |                  |                  |
|  |                                 | Bisons de Neuilly-sur-Marne 2   | Bisons de Neuilly-sur-Marne 2 | B3                  | 5                   | 4                   | 9                       |                       |                  |                  |                  |                  |                  |                  |
|  | Albatros de Brest 2             | Albatros de Brest 2             | Bisons de Neuilly-sur-Marne 2 | B3                  | 5                   | 4                   | 9                       | A2                    | 6                | 2                | 8                |                  |                  |                  |
|  | Albatros de Brest 2             | Albatros de Brest 2             |                               |                     |                     |                     |                         | A2                    | 6                | 2                | 8                |                  |                  |                  |
|  | Bisons de Neuilly-sur-Marne 2   | Bisons de Neuilly-sur-Marne 2   | B3                            | 4                   | 8                   | 12                  |                         |                       |                  |                  |                  |                  |                  |                  |
|  | Bisons de Neuilly-sur-Marne 2   | Bisons de Neuilly-sur-Marne 2   | B3                            | 4                   | 8                   | 12                  |                         |                       |                  |                  |                  |                  |                  |                  |
|  | 5 et 12 mars 2011               |                                 |                               |                     |                     |                     |                         |                       |                  |                  |                  |                  |                  |                  |
|  |                                 |                                 |                               |                     |                     |                     |                         |                       |                  |                  |                  |                  |                  |                  |
|  | Graoully de Metz                | Graoully de Metz                | C1                            | 13                  | 7                   | 20                  |                         |                       |                  |                  |                  |                  |                  |                  |
|  | Graoully de Metz                | Graoully de Metz                | C1                            | 13                  | 7                   | 20                  | 26 mars et 2 avril 2011 |                       |                  |                  |                  |                  |                  |                  |
|  | Scorpions de Mulhouse 2         | Scorpions de Mulhouse 2         | D4                            | 4                   | 3                   | 7                   |                         |                       |                  |                  |                  |                  |                  |                  |
|  | Scorpions de Mulhouse 2         | Scorpions de Mulhouse 2         | D4                            | 4                   | 3                   | 7                   | Graoully de Metz        | Graoully de Metz      | C1               | 7                | 9                | 16               |                  |                  |
|  | 5 et 13 mars 2011               |                                 |                               |                     |                     |                     | Graoully de Metz        | Graoully de Metz      | C1               | 7                | 9                | 16               |                  |                  |
|  |                                 | Étoile noire de Strasbourg 2    | Étoile noire de Strasbourg 2  | C3                  | 1                   | 4                   | 5                       |                       |                  |                  |                  |                  |                  |                  |
|  | Titans de Colmar                | Titans de Colmar                | Étoile noire de Strasbourg 2  | C3                  | 1                   | 4                   | 5                       | D2                    | 2                | 3                | 5                |                  |                  |                  |
|  | Titans de Colmar                | Titans de Colmar                |                               |                     |                     |                     |                         | D2                    | 2                | 3                | 5                |                  |                  |                  |
|  | Étoile noire de Strasbourg 2    | Étoile noire de Strasbourg 2    | C3                            | 8                   | 5                   | 13                  |                         |                       |                  |                  |                  |                  |                  |                  |
|  | Étoile noire de Strasbourg 2    | Étoile noire de Strasbourg 2    | C3                            | 8                   | 5                   | 13                  |                         |                       |                  |                  |                  |                  |                  |                  |
|  | 5 et 12 mars 2011               |                                 |                               |                     |                     |                     |                         |                       |                  |                  |                  |                  |                  |                  |
|  |                                 |                                 |                               |                     |                     |                     |                         |                       |                  |                  |                  |                  |                  |                  |
|  | Gaulois de Briançon 2           | Gaulois de Briançon 2           | D1                            | 6                   | 6                   | 12                  |                         |                       |                  |                  |                  |                  |                  |                  |
|  | Gaulois de Briançon 2           | Gaulois de Briançon 2           | D1                            | 6                   | 6                   | 12                  | 26 mars et 2 avril 2011 |                       |                  |                  |                  |                  |                  |                  |
|  | Gaulois de Châlons-en-Champagne | Gaulois de Châlons-en-Champagne | C4                            | 5                   | 5                   | 10                  |                         |                       |                  |                  |                  |                  |                  |                  |
|  | Gaulois de Châlons-en-Champagne | Gaulois de Châlons-en-Champagne | C4                            | 5                   | 5                   | 10                  | Gaulois de Briançon 2   | Gaulois de Briançon 2 | D1               | 4                | 3                | 7                |                  |                  |
|  | 5 et 12 mars 2011               |                                 |                               |                     |                     |                     | Gaulois de Briançon 2   | Gaulois de Briançon 2 | D1               | 4                | 3                | 7                |                  |                  |
|  |                                 | Lions de Compiègne              | Lions de Compiègne            | C2                  | 5                   | 4                   | 9                       |                       |                  |                  |                  |                  |                  |                  |
|  | Lions de Compiègne              | Lions de Compiègne              | Lions de Compiègne            | C2                  | 5                   | 4                   | 9                       | C2                    | 10               | 8                | 18               |                  |                  |                  |
|  | Lions de Compiègne              | Lions de Compiègne              |                               |                     |                     |                     |                         | C2                    | 10               | 8                | 18               |                  |                  |                  |
|  | Remparts de Besançon            | Remparts de Besançon            | D3                            | 3                   | 2                   | 5                   |                         |                       |                  |                  |                  |                  |                  |                  |

### Carré final
Les équipes qualifiées pour la poule finale, sont identifiées par les lettres A, B, C et D correspondant à leur classement en saison régulière. L'ordre des matchs pour ce carré final est le suivant :
- 1er  jour : A - D, B - C
- 2e jour : A - C, B - D
- 3e jour : A - B, C - D

Voici les équipes qualifiées ainsi que leur lettre :
| Lettre | Équipe             | Saison régulière | Points | Différence de buts |
| ------ | ------------------ | ---------------- | ------ | ------------------ |
| A      | ACBB               | 1er Groupe B     | 24     | +59                |
| B      | Graoully de Metz   | 1er Groupe C     | 22     | +63                |
| C      | Remparts de Tours  | 1er Groupe A     | 20     | +72                |
| D      | Lions de Compiègne | 2e Groupe C      | 20     | +63                |

Le carré final se dispute à la Patinoire municipale de Tours conformément à une décision de la fédération prise le 31 mars et dévoilée par les tourangeaux à l'issue de leur qualification pour ce carré final.
Tours, le club hôte de ce carré final et affecté de la lettre C, a décidé d'inverser l'ordre des matchs de la deuxième journée, comme le règlement le permet. Ainsi, les tourangeaux joueront le deuxième match chaque jour.
Le système des points évolue durant cette phase (voir Formule de la saison). Contrairement aux matchs de saison régulière, il n'y a pas de match nul. Ainsi, une prolongation de 5 minutes en mort subite est disputée si nécessaire. Si aucun but n'est marqué dans cette mort subite, une séance de tirs au but est alors disputée.
Résultats
| vendredi 15 avril 2011 | Boulogne-Billancourt | 1-8 (1-3, 0-1, 0-4) | Lions de Compiègne | Patinoire municipale 200 spectateurs |

| Feuille de match  | Feuille de match                         | Feuille de match                    | Feuille de match | Feuille de match       |
| ----------------- | ---------------------------------------- | ----------------------------------- | --- | ---------------------- |
|                   | A. Becaglia (J.-B. Lamande) - 5 min 42 s | 0-1 0-2 1-2 1-3 1-4 1-5 1-6 1-7 1-8 | 11 s - A. Delpanque (P. Brohard, A. Panto) 0 min 24 s - D. Dostal (O. Prokop, C. Texeira-Leite) 18 min 55 s - P. Brohard (A. Delplanque) 27 min 22 s - A. Panto (A. Delplanque) 40 min 32 s - J. Lefranc (A. Panto) 51 min 49 s - P. Brohard (A. Delplanque, A. Panto) 53 min 24 s - A. Delplanque (J. Lefranc, P. Brohard) 55 min 59 s - O. Prokop (R. Feuillet, J. Lefranc) | Arbitrage : P. Telliez |
| Franck Constantin | Gardiens                                 | Richard Caladi                      | | Arbitrage : P. Telliez |
| 20 min            | Pénalités                                | 10 min                              | | Arbitrage : P. Telliez |
|                   |                                          |                                     | | Arbitrage : P. Telliez |

| vendredi 15 avril 2011 | Graoully de Metz | 8-1 (2-1, 3-0, 3-0) | Remparts de Tours | Patinoire municipale 992 spectateurs |

| Feuille de match | Feuille de match | Feuille de match                    | Feuille de match                       | Feuille de match         |
| ---------------- | --- | ----------------------------------- | -------------------------------------- | ------------------------ |
|                  | Naoki Kaneko - 3 min 37 s J. Bulitis (I. Essipov, G. Kouznetsov) - 8 min 53 s M. Yakovlev - 23 min 19 s M. Yakovlev (G. Kouznetsov) - 32 min 16 s J. Bulitis (Y. Vannienwenhove, Y. Hamri) - 37 min 43 s Y. Hamri (G. Kouznetsov) - 45 min 17 s Y. Hamri (Y. Vannienwenhove, N. Kaneko) - 47 min 51 s M. Yakovlev (Y. Vannienwenhove) - 50 min 50 s | 1-0 2-0 2-1 3-1 4-1 5-1 6-1 7-1 8-1 | 19 min 20 s - M. Lamothe (M. Pasquier) | Arbitrage : J.-M. Hamont |
| Cédric Dietrich  | Gardiens | Flavien Habatjou                    |                                        | Arbitrage : J.-M. Hamont |
| 22 min           | Pénalités | 20 min                              |                                        | Arbitrage : J.-M. Hamont |
|                  | |                                     |                                        | Arbitrage : J.-M. Hamont |

| samedi 16 avril 2011 | Graoully de Metz | 3-4 (0-0, 1-2, 2-2) | Lions de Compiègne | Patinoire municipale 354 spectateurs |

| Feuille de match | Feuille de match | Feuille de match            | Feuille de match | Feuille de match         |
| ---------------- | --- | --------------------------- | --- | ------------------------ |
|                  | Y. Hamri (N. Kaneko, J. Bulitis) - 36 min 58 s M. Zimkov (I. Essipov) - 40 min 41 s Y. Vannienwenhove (M. Richard) - 49 min 00 s | 0-1 1-1 1-2 2-2 3-2 3-3 3-4 | 31 min 26 s - R. Feuillet (O. Prokop, D. Dostal) 39 min 06 s - C. Texeira-Leite (J. Lefranc, D. Dostal) 49 min 46 s - J. Lefranc (O. Prokop, A. Panto) 50 min 13 s - O. Prokop (J. Lefranc, C. Texeira-Leite) | Arbitrage : J.-M. Hamont |
| Cédric Dietrich  | Gardiens | Richard Caladi              | | Arbitrage : J.-M. Hamont |
| 24 min           | Pénalités | 38 min                      | | Arbitrage : J.-M. Hamont |
|                  | |                             | | Arbitrage : J.-M. Hamont |

| samedi 16 avril 2011 | Boulogne-Billancourt | 5-4 (TB) (1-0, 0-4, 3-0, 1-0) | Remparts de Tours | Patinoire municipale 1 700 spectateurs |

| Feuille de match  | Feuille de match | Feuille de match                    | Feuille de match | Feuille de match       |
| ----------------- | --- | ----------------------------------- | --- | ---------------------- |
|                   | C. Jolly (A. Becaglia) - 10 min 00 s M. Deles (F. Ferey) - 48 min 19 s J. Orward-Martin (A. Motte, Y. Lespérance) - 49 min 14 s C. Jolly - 58 min 55 s J. Orward-Martin - 65 min 00 s | 1-0 1-1 1-2 1-3 1-4 2-4 3-4 4-4 5-4 | 21 min 07 s - B. Quinsac (R. Stepan, C. Sallé) 21 min 13 s - R. Stepan (J. Coste) 21 min 29 s - B. Quinsac (T. Herrero, M. Lamothe) 34 min 54 s - C. Sallé (M. Pasquier, M. Lamothe) | Arbitrage : P. Telliez |
| Franck Constantin | Gardiens | Flavien Habatjou                    | | Arbitrage : P. Telliez |
| 109 min           | Pénalités | 18 min                              | | Arbitrage : P. Telliez |
|                   | |                                     | | Arbitrage : P. Telliez |

| dimanche 17 avril 2011 | Boulogne-Billancourt | 1-6 (0-0, 1-2, 0-4) | Graoully de Metz | Patinoire municipale 438 spectateurs |

| Feuille de match  | Feuille de match                   | Feuille de match            | Feuille de match | Feuille de match         |
| ----------------- | ---------------------------------- | --------------------------- | --- | ------------------------ |
|                   | F. Fauvre (C. Jolly) - 25 min 22 s | 0-1 1-1 1-2 1-3 1-4 1-5 1-6 | 24 min 33 s - G. Kouznetsov (I. Essipov) 38 min 42 s - G. Kouznetsov 43 min 23 s - N. Kaneko 51 min 11 s - M. Yakovlev (N. Kaneko, J. Bullitis) 57 min 36 s - G. Kouznetsov (N. Kaneko, J. Bullitis) 59 min 46 s - Y. Hamri (M. Zimkov) | Arbitrage : J.-M. Hamont |
| Franck Constantin | Gardiens                           | Cédric Dietrich             | | Arbitrage : J.-M. Hamont |
| 30 min            | Pénalités                          | 20 min                      | | Arbitrage : J.-M. Hamont |
|                   |                                    |                             | | Arbitrage : J.-M. Hamont |

| dimanche 17 avril 2011 | Remparts de Tours | 2-4 (2-2, 0-0, 0-2) | Lions de Compiègne | Patinoire municipale 1 020 spectateurs |

| Feuille de match | Feuille de match                                                       | Feuille de match        | Feuille de match | Feuille de match     |
| ---------------- | ---------------------------------------------------------------------- | ----------------------- | --- | -------------------- |
|                  | B. Quinsac - 16 min 49 s B. Quinsac (C. Sallé, S. Remot) - 19 min 04 s | 0-1 1-1 1-2 2-2 2-3 2-4 | 16 min 19 s - C. Texeira-Leite 17 min 05 s - A. Delplanque (A. Panto) 50 min 01 s - A. Delplanque (A. Delanchy) 58 min 55 s - A. Panto (J. Lefranc, P. Brohard) | Arbitrage : F. Barre |
| Flavien Habatjou | Gardiens                                                               | Antoine Loriot          | | Arbitrage : F. Barre |
| 36 min           | Pénalités                                                              | 50 min                  | | Arbitrage : F. Barre |
|                  |                                                                        |                         | | Arbitrage : F. Barre |

À l'issue de ce tournoi, les Lions de Compiègne et les Graoully de Metz présents dans la même poule lors de la phase régulière sont promus en Division 2. Les Remparts de Tours seront également promus grâce à des décisions administratives.
| Place | Équipe             | PJ | V | VP | DP | D | Pts | BP | BC | +/- | Notes               |
| ----- | ------------------ | -- | - | -- | -- | - | --- | -- | -- | --- | ------------------- |
| 1er   | Lions de Compiègne | 3  | 3 | 0  | 0  | 0 | 9   | 16 | 6  | +10 | Promu en Division 2 |
| 2e    | Graoully de Metz   | 3  | 2 | 0  | 0  | 1 | 6   | 17 | 6  | +11 | Promu en Division 2 |
| 3e    | ACBB               | 3  | 0 | 1  | 0  | 2 | 2   | 7  | 18 | -11 |                     |
| 4e    | Remparts de Tours  | 3  | 0 | 0  | 1  | 2 | 1   | 7  | 17 | -10 | Promu en Division 2 |